# Gymnothorax
Genre
Gymnothorax est un genre de murènes de la famille des Muraenidae.

## Description du genre

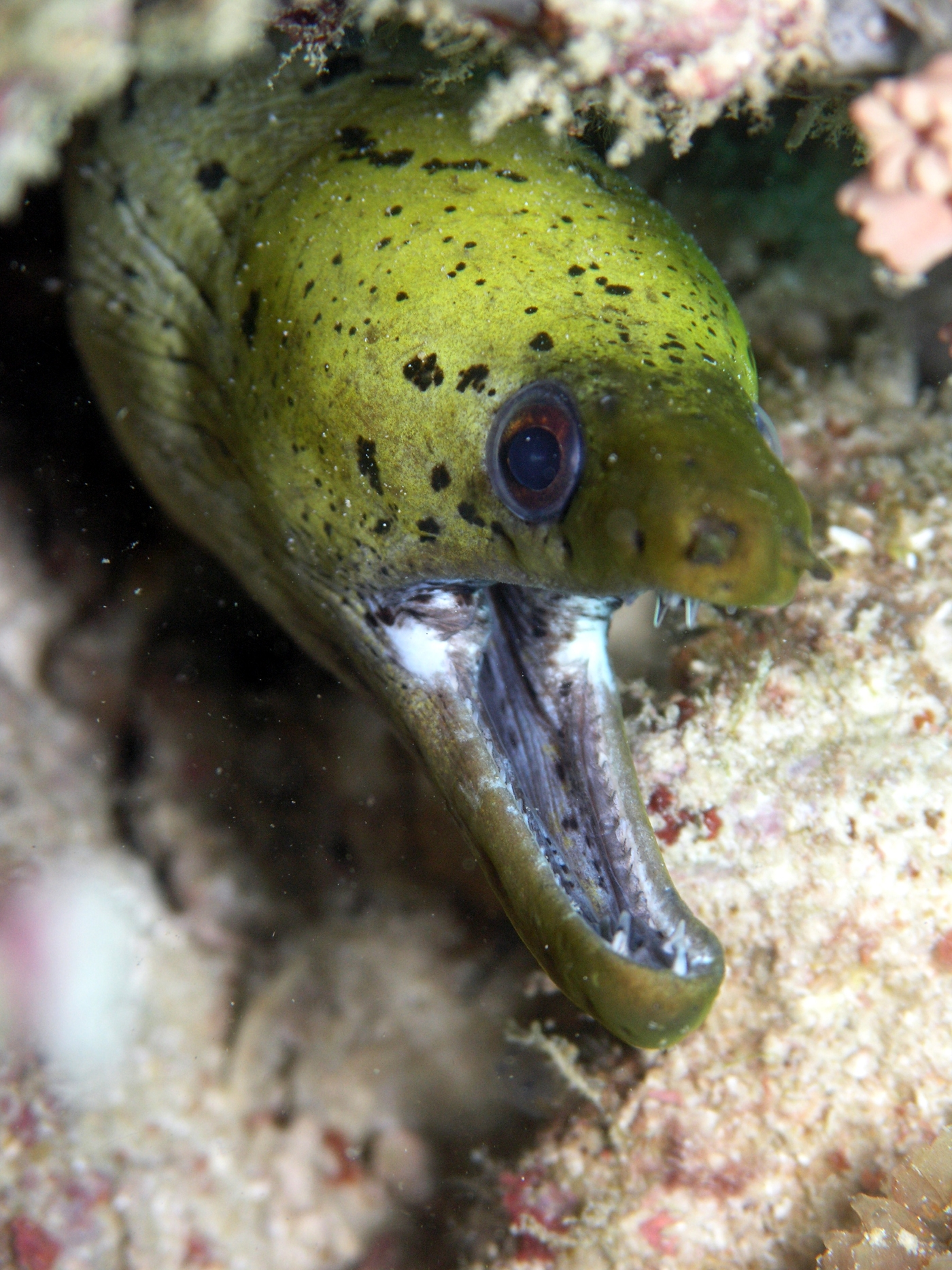
Gymnothorax fimbriatus.

Le genre Gymnothorax a été créé par Marcus Élieser Bloch mettant ainsi au premier plan un caractère plutôt commun des murènes, à savoir l'absence d'écailles sur le corps. Le caractère particulier des dents de ce genre concernerait en revanche plutôt la denticulation des arêtes.
1. narine antérieure tubulaire, à l’extrémité du museau. D'autres caractères sont nécessaires.
2. narine postérieure en pore simple ou cernée d’un rebord bas, située au voisinage de l’œil.
3. dents prémaxillaires, maxillaires et mandibulaires pointues, triangulaires, à arêtes serrulées, ce caractère présent également sur les dents de remplacement, couchées sous la peau.

## Distribution géographique
Elles se trouvent dans les eaux tempérées chaudes et tropicales de tous les océans du globe.

## Anecdote littéraire
Selon, Simon Barthélemy Joseph Noël, « Forster rapporte que les insulaires d'Huaheine et d'Otaheite prenoient le gymnothorax échidné au moyen d'un lacet ajusté au bout d'une perche : certainement le meilleur pêcheur européen hésiteroit d'employer ce procédé pour s'emparer des  poissons les plus faciles à saisir ».

## Liste des espèces
Selon World Register of Marine Species (27 février 2014), les 124 espèces reconnues du genre sont :
- Gymnothorax afer (en) Bloch, 1795
- Gymnothorax albimarginatus (Temminck & Schlegel, 1846)
- Gymnothorax angusticauda (en) (Weber & de Beaufort, 1916)
- Gymnothorax angusticeps (en) (Hildebrand & Barton, 1949)
- Gymnothorax annasona Whitley, 1937
- Gymnothorax annulatus (en) Smith & Böhlke, 1997
- Gymnothorax atolli (en) (Pietschmann, 1935)
- Gymnothorax australicola (en) Lavenberg, 1992
- Gymnothorax austrinus (en) Böhlke & McCosker, 2001
- Gymnothorax bacalladoi Böhlke & Brito, 1987
- Gymnothorax baranesi Smith, Brokovich & Einbinder, 2008
- Gymnothorax bathyphilus Randall & McCosker, 1975
- Gymnothorax berndti Snyder, 1904
- Gymnothorax breedeni McCosker & Randall, 1977
- Gymnothorax buroensis (Bleeker, 1857)
- Gymnothorax castaneus (Jordan & Gilbert, 1883)
- Gymnothorax castlei Böhlke & Randall, 1999
- Gymnothorax cephalospilus Böhlke & McCosker, 2001
- Gymnothorax chilospilus Bleeker, 1864
- Gymnothorax chlamydatus Snyder, 1908
- Gymnothorax conspersus Poey, 1867
- Gymnothorax cribroris Whitley, 1932
- Gymnothorax davidsmithi McCosker & Randall, 2008
- Gymnothorax dorsalis Seale, 1917
- Gymnothorax dovii (Günther, 1870)
- Gymnothorax elegans Bliss, 1883
- Gymnothorax emmae Prokofiev, 2010
- Gymnothorax enigmaticus McCosker & Randall, 1982
- Gymnothorax equatorialis (Hildebrand, 1946)
- Gymnothorax eurostus (Abbott, 1860)
- Gymnothorax eurygnathos Böhlke, 2001
- Gymnothorax favagineus Bloch & Schneider, 1801
- Gymnothorax fimbriatus (Bennett, 1832)
- Gymnothorax flavimarginatus (Rüppell, 1830)
- Gymnothorax flavoculus (Böhlke & Randall, 1996)
- Gymnothorax formosus Bleeker, 1864
- Gymnothorax funebris Ranzani, 1839
- Gymnothorax fuscomaculatus (Schultz, 1953)
- Gymnothorax gracilicauda Jenkins, 1903
- Gymnothorax griseus (Lacepède, 1803)
- Gymnothorax hansi Heemstra, 2004
- Gymnothorax hepaticus (Rüppell, 1830)
- Gymnothorax herrei Beebe & Tee-Van, 1933
- Gymnothorax hubbsi Böhlke & Böhlke, 1977
- Gymnothorax intesi (Fourmanoir & Rivaton, 1979)
- Gymnothorax isingteena (Richardson, 1845)
- Gymnothorax javanicus (Bleeker, 1859)
- Gymnothorax johnsoni (Smith, 1962)
- Gymnothorax kidako (Temminck & Schlegel, 1846)
- Gymnothorax kolpos Böhlke & Böhlke, 1980
- Gymnothorax kontodontos Böhlke, 2000
- Gymnothorax longinquus (Whitley, 1948)
- Gymnothorax maderensis (Johnson, 1862)
- Gymnothorax mareei Poll, 1953
- Gymnothorax margaritophorus Bleeker, 1864
- Gymnothorax marshallensis (Schultz, 1953)
- Gymnothorax mccoskeri Smith & Böhlke, 1997
- Gymnothorax megaspilus Böhlke & Randall, 1995
- Gymnothorax melanosomatus Loh, Shao & Chen, 2011
- Gymnothorax melatremus Schultz, 1953
- Gymnothorax meleagris (Shaw, 1795)
- Gymnothorax microspila (Günther, 1870)
- Gymnothorax microstictus Böhlke, 2000
- Gymnothorax miliaris (Kaup, 1856)
- Gymnothorax minor (Temminck & Schlegel, 1846)
- Gymnothorax moluccensis (Bleeker, 1864)
- Gymnothorax monochrous (Bleeker, 1856)
- Gymnothorax monostigma (Regan, 1909)
- Gymnothorax mordax (Ayres, 1859)
- Gymnothorax moringa (Cuvier, 1829)
- Gymnothorax nasuta de Buen, 1961
- Gymnothorax neglectus Tanaka, 1911
- Gymnothorax nigromarginatus (Girard, 1858)
- Gymnothorax niphostigmus Chen, Shao & Chen, 1996
- Gymnothorax nubilus (Richardson, 1848)
- Gymnothorax nudivomer (Günther, 1867)
- Gymnothorax nuttingi Snyder, 1904
- Gymnothorax obesus (Whitley, 1932)
- Gymnothorax ocellatus Agassiz, 1831
- Gymnothorax panamensis (Steindachner, 1876)
- Gymnothorax parini Collette, Smith & Böhlke, 1991
- Gymnothorax phalarus Bussing, 1998
- Gymnothorax phasmatodes (Smith, 1962)
- Gymnothorax philippinus Jordan & Seale, 1907
- Gymnothorax pictus (Ahl, 1789)
- Gymnothorax pikei Bliss, 1883
- Gymnothorax pindae Smith, 1962
- Gymnothorax polygonius Poey, 1875
- Gymnothorax polyspondylus Böhlke & Randall, 2000
- Gymnothorax polyuranodon (Bleeker, 1853)
- Gymnothorax porphyreus (Guichenot, 1848)
- Gymnothorax prasinus (Richardson, 1848)
- Gymnothorax prionodon Ogilby, 1895
- Gymnothorax prismodon Böhlke & Randall, 2000
- Gymnothorax prolatus Sasaki & Amaoka, 1991
- Gymnothorax pseudoherrei (en) Böhlke, 2000
- Gymnothorax pseudothyrsoideus (Bleeker, 1853)
- Gymnothorax punctatofasciatus Bleeker, 1863
- Gymnothorax punctatus Bloch & Schneider, 1801
- Gymnothorax randalli Smith & Böhlke, 1997
- Gymnothorax reevesii (Richardson, 1845)
- Gymnothorax reticularis Bloch, 1795
- Gymnothorax richardsonii (Bleeker, 1852)
- Gymnothorax robinsi Böhlke, 1997
- Gymnothorax rueppelliae (McClelland, 1844)
- Gymnothorax ryukyuensis Hatooka, 2003
- Gymnothorax sagenodeta (Richardson, 1848)
- Gymnothorax sagmacephalus Böhlke, 1997
- Gymnothorax saxicola Jordan & Davis, 1891
- Gymnothorax serratidens (Hildebrand & Barton, 1949)
- Gymnothorax shaoi Chen & Loh, 2007
- Gymnothorax sokotrensis Kotthaus, 1968
- Gymnothorax steindachneri Jordan & Evermann, 1903
- Gymnothorax taiwanensis Chen, Loh & Shao, 2008
- Gymnothorax thyrsoideus (Richardson, 1845)
- Gymnothorax tile (Hamilton, 1822)
- Gymnothorax undulatus (Lacepède, 1803)
- Gymnothorax unicolor (Delaroche, 1809)
- Gymnothorax vagrans (Seale, 1917)
- Gymnothorax verrilli (Jordan & Gilbert, 1883)
- Gymnothorax vicinus (Castelnau, 1855)
- Gymnothorax walvisensis Prokofiev, 2009
- Gymnothorax woodwardi McCulloch, 1912
- Gymnothorax ypsilon Hatooka & Randall, 1992
- Gymnothorax zonipectis Seale, 1906

En 2017, deux nouvelles espèces ont été décrites (Zootaxa) :
- Gymnothorax pseudotile Mohapatra, Smith, Ray, Mishra & Mohanty[4]
- Gymnothorax visakhaensis Mohapatra, Smith, Mohanty, Mishra & Tudu[5]

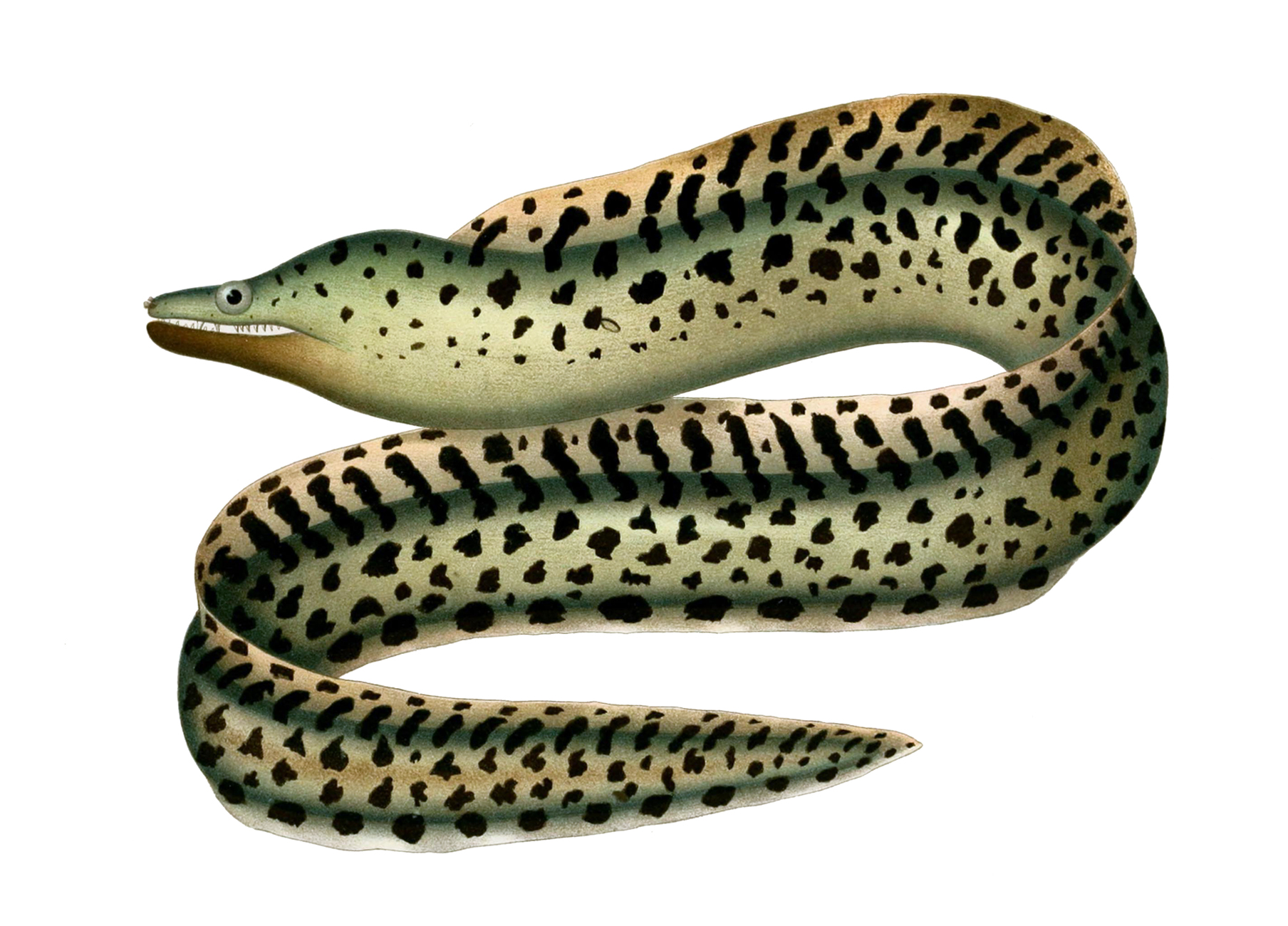
Gymnothorax afer
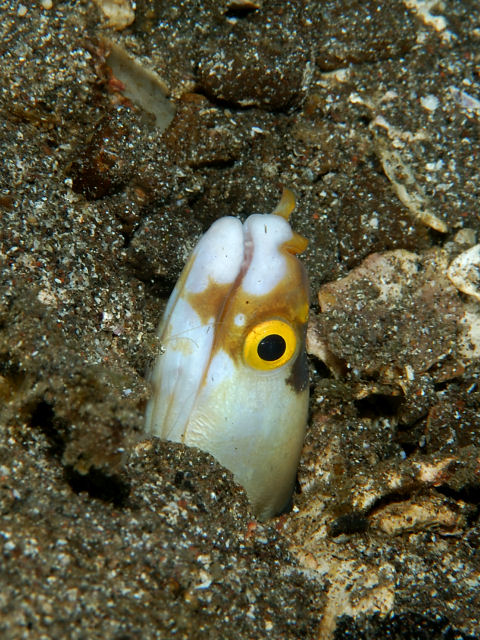
Gymnothorax albimarginatus
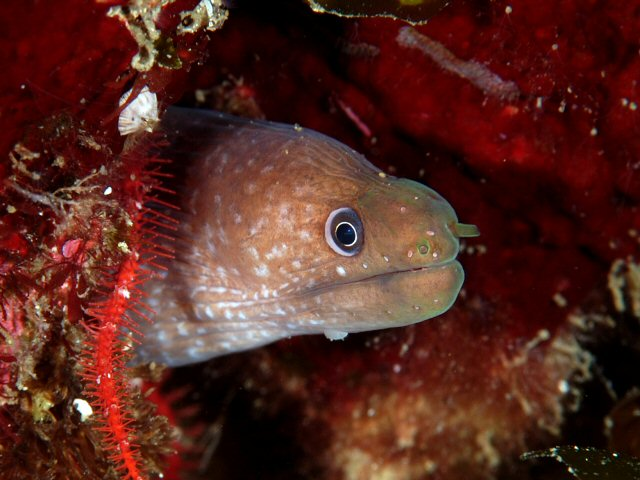
Gymnothorax bacalladoi
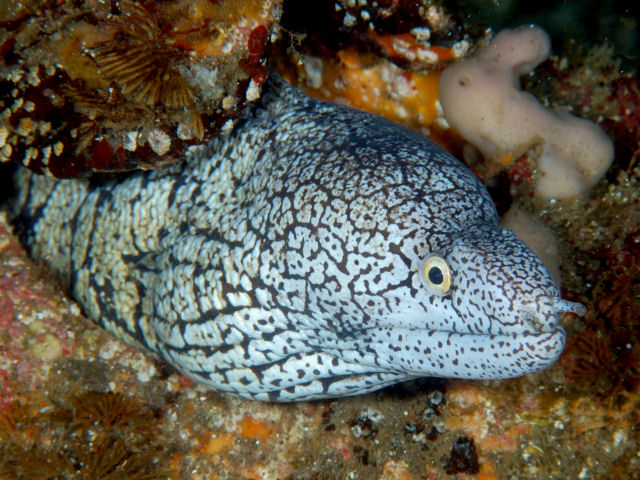
Gymnothorax berndti
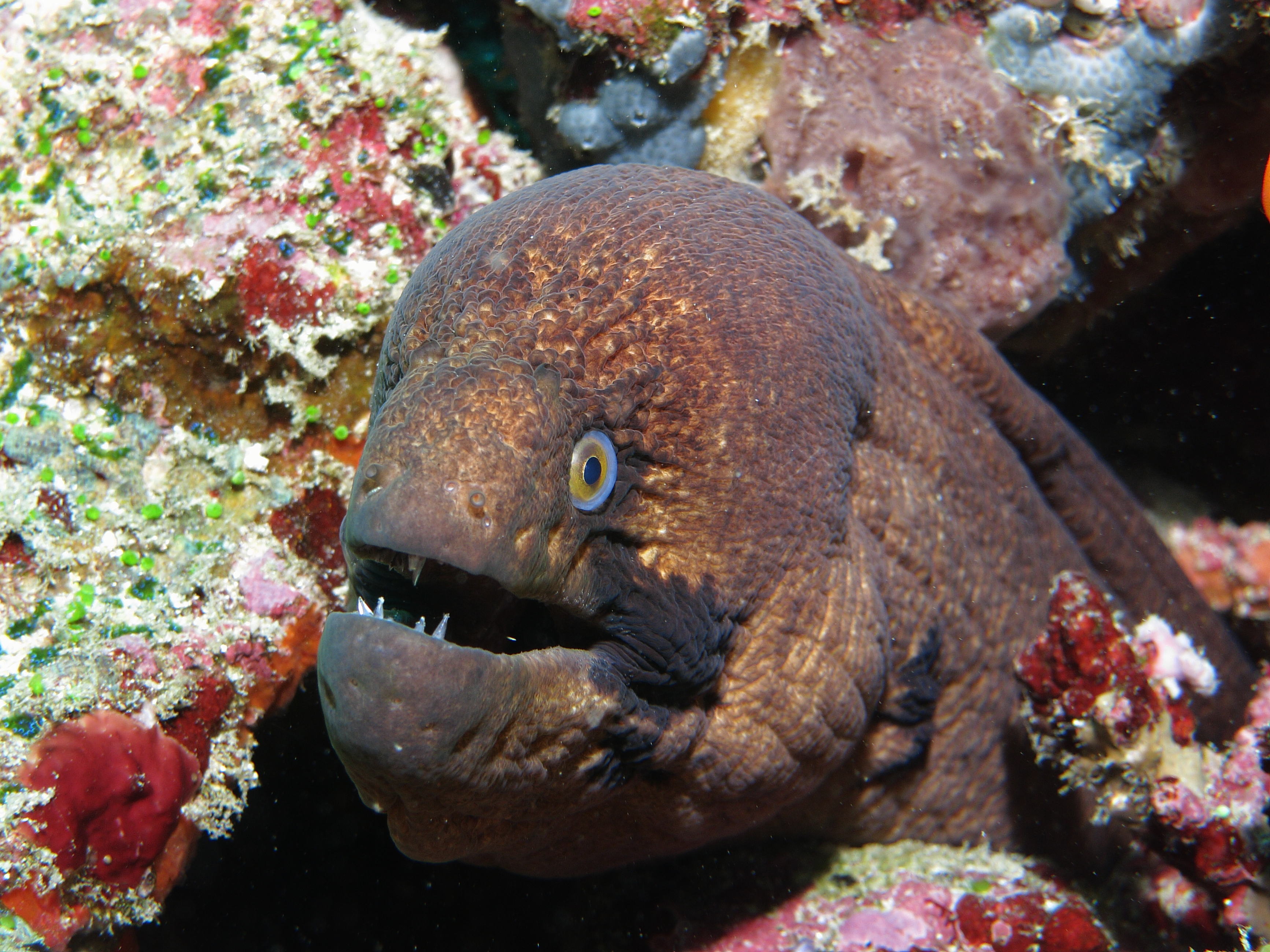
Gymnothorax breedeni
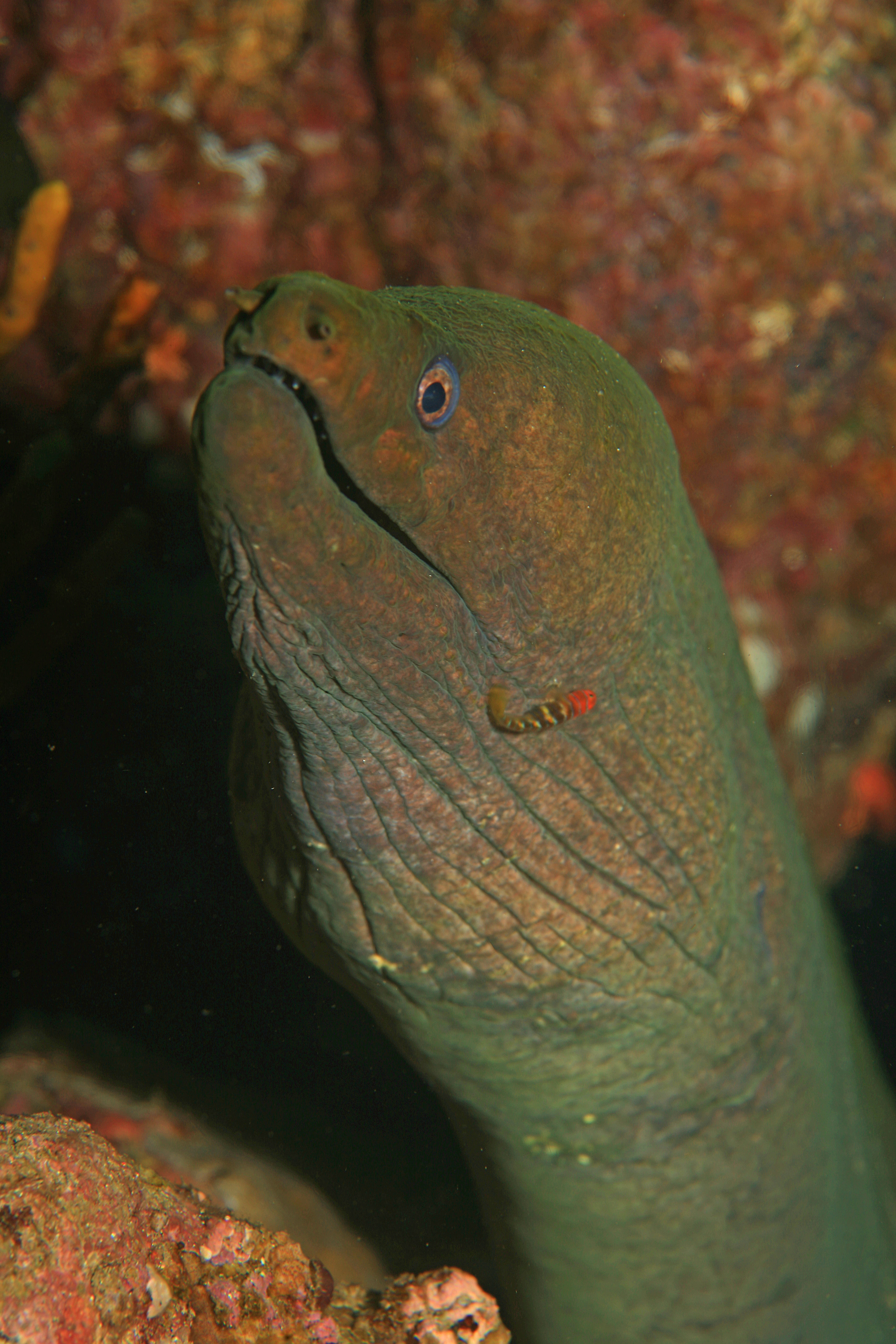
Gymnothorax castaneus
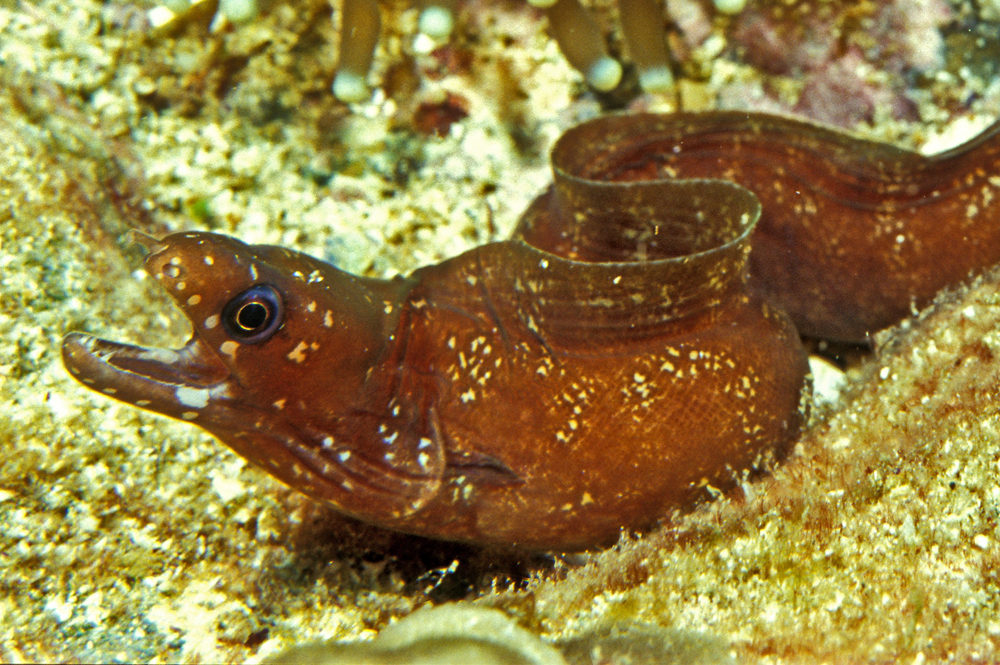
Gymnothorax chilospilus
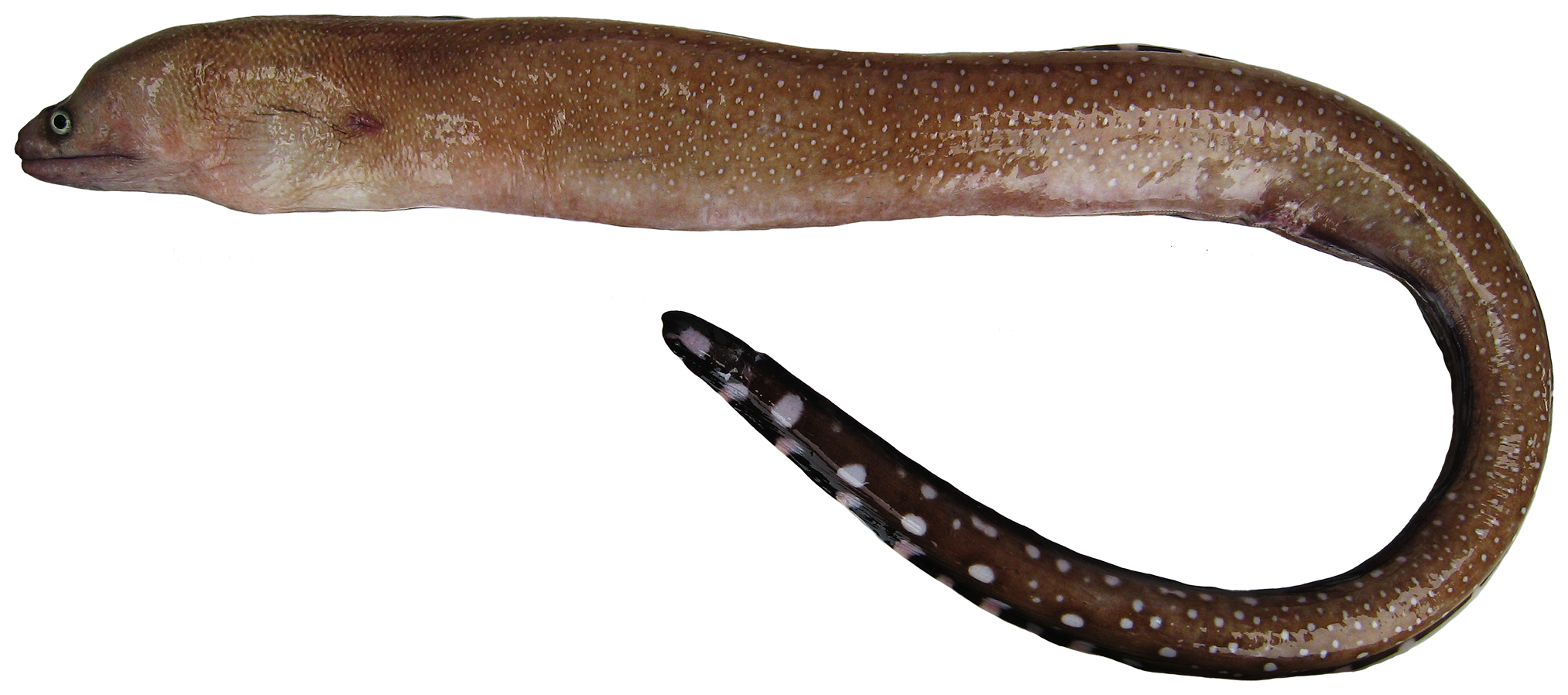
Gymnothorax conspersus
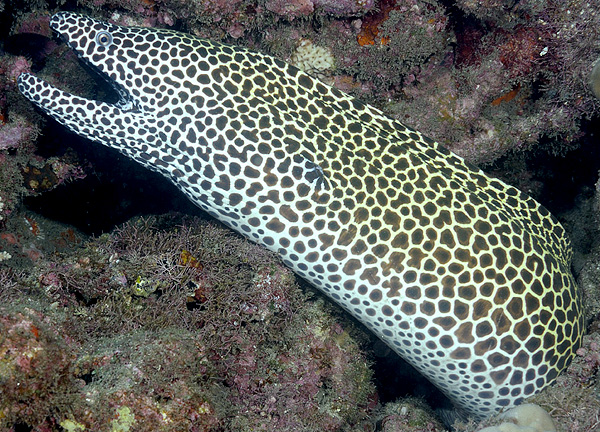
Murène léopard (Gymnothorax favagineus)
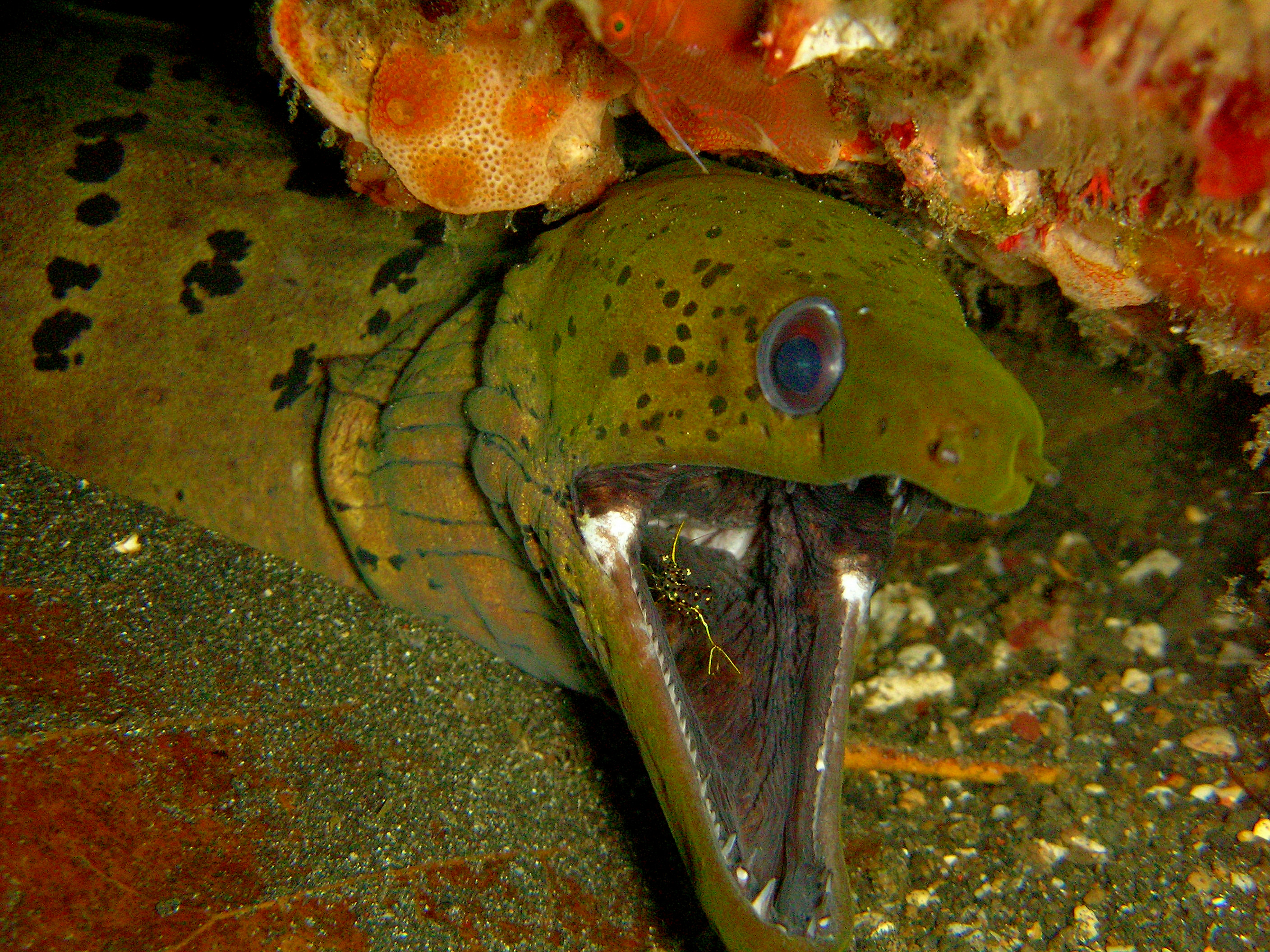
Gymnothorax fimbriatus
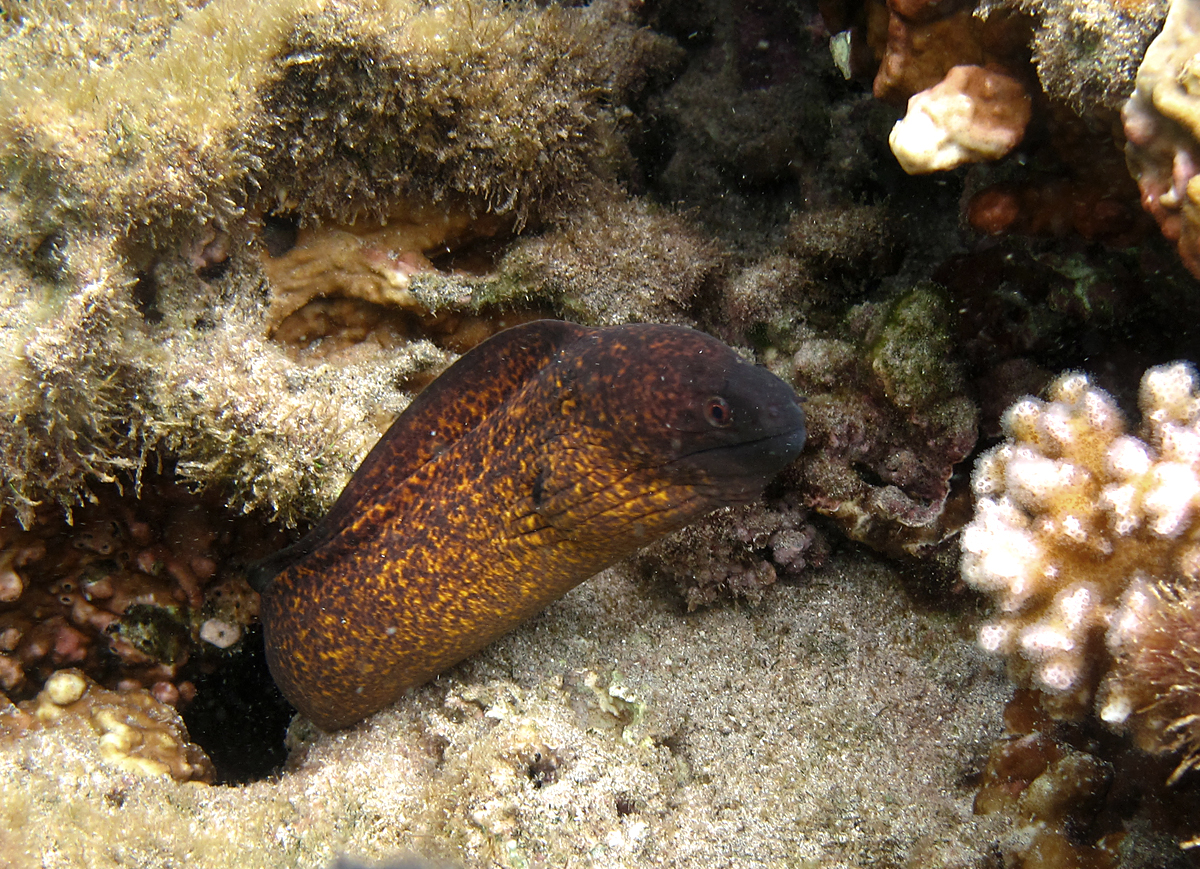
Murène à taches jaunes (Gymnothorax flavimarginatus)
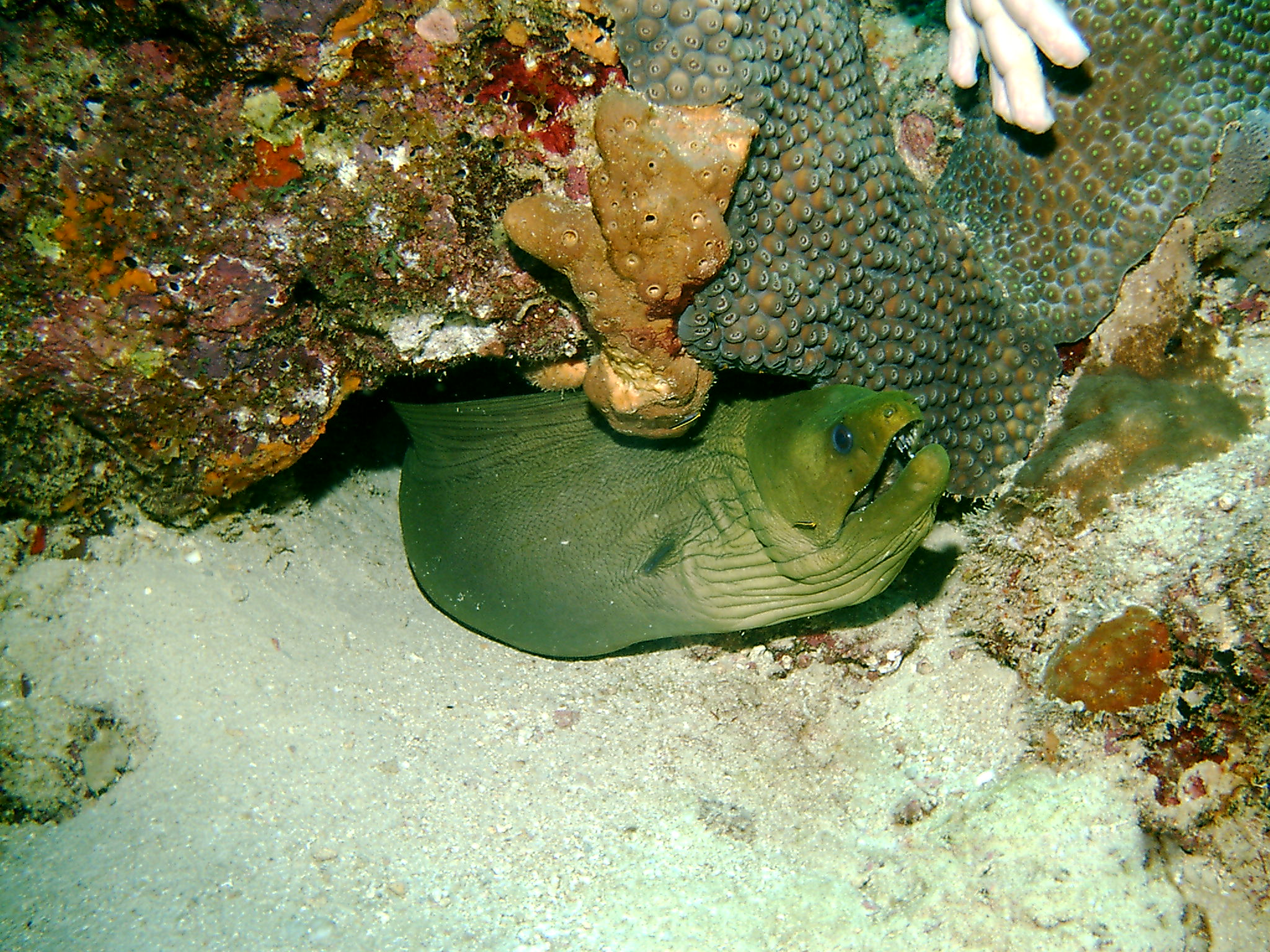
Gymnothorax funebris
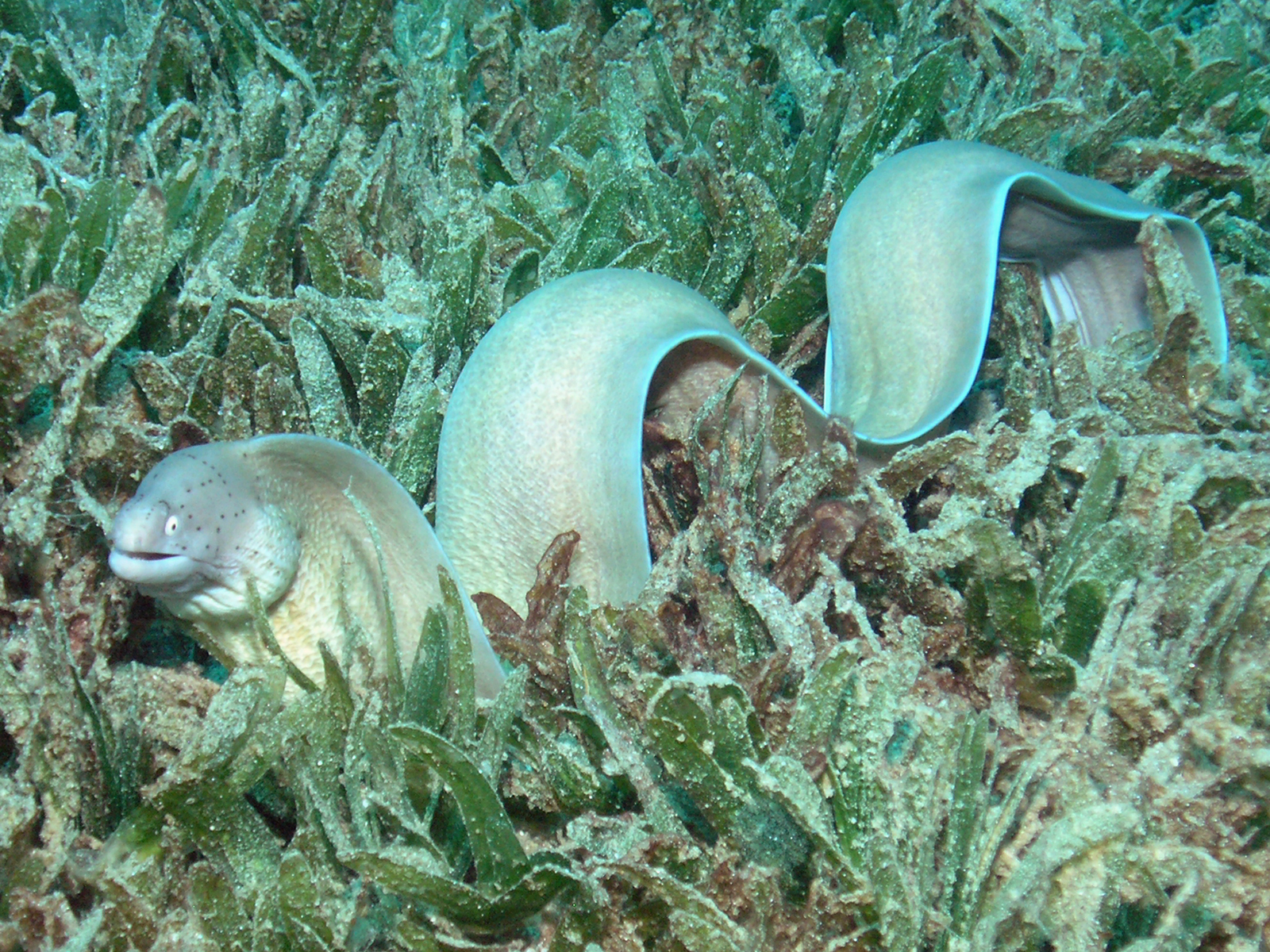
Gymnothorax griseus
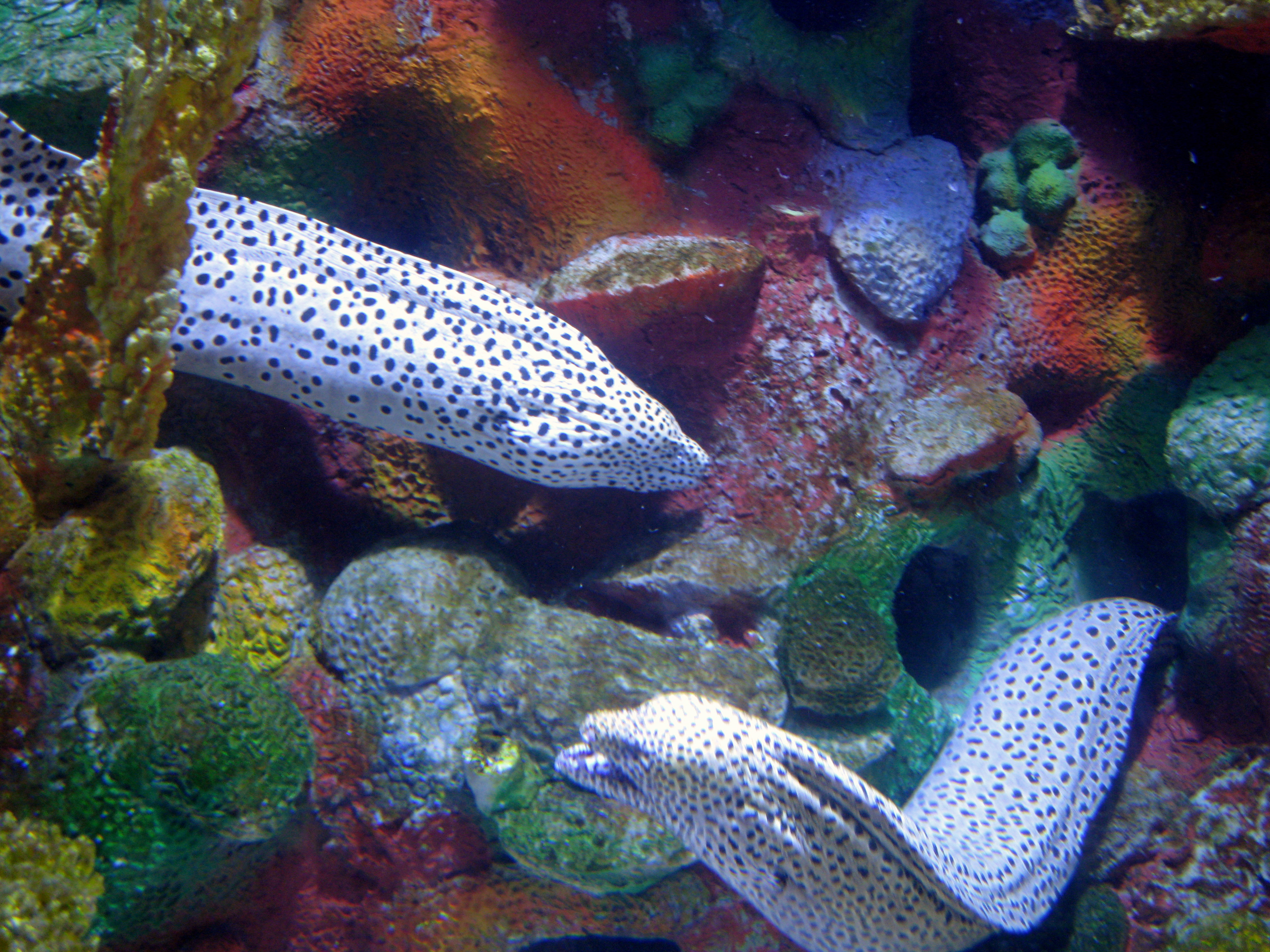
Gymnothorax isingteena
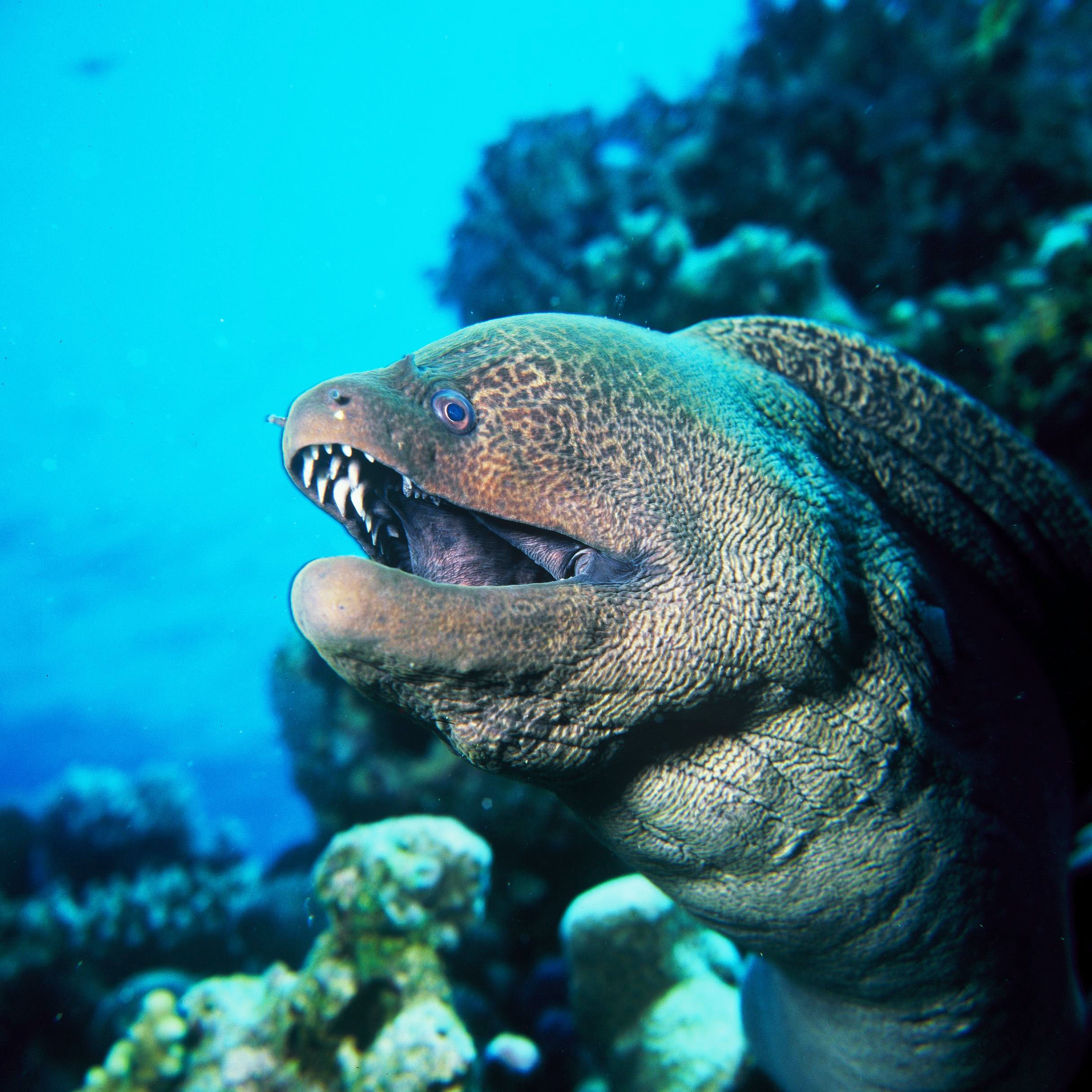
Gymnothorax javanicus
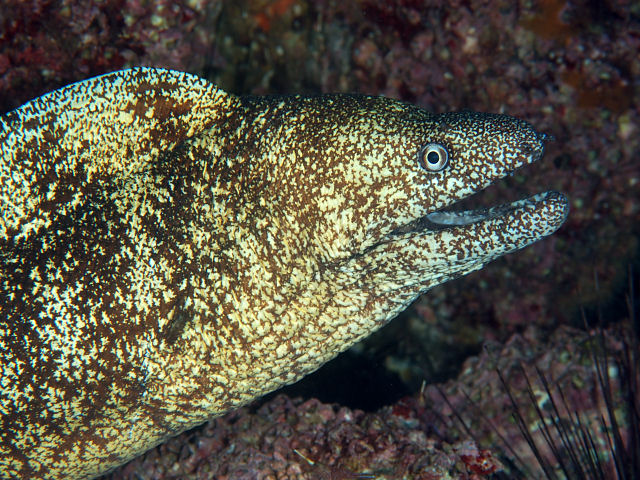
Gymnothorax kidako
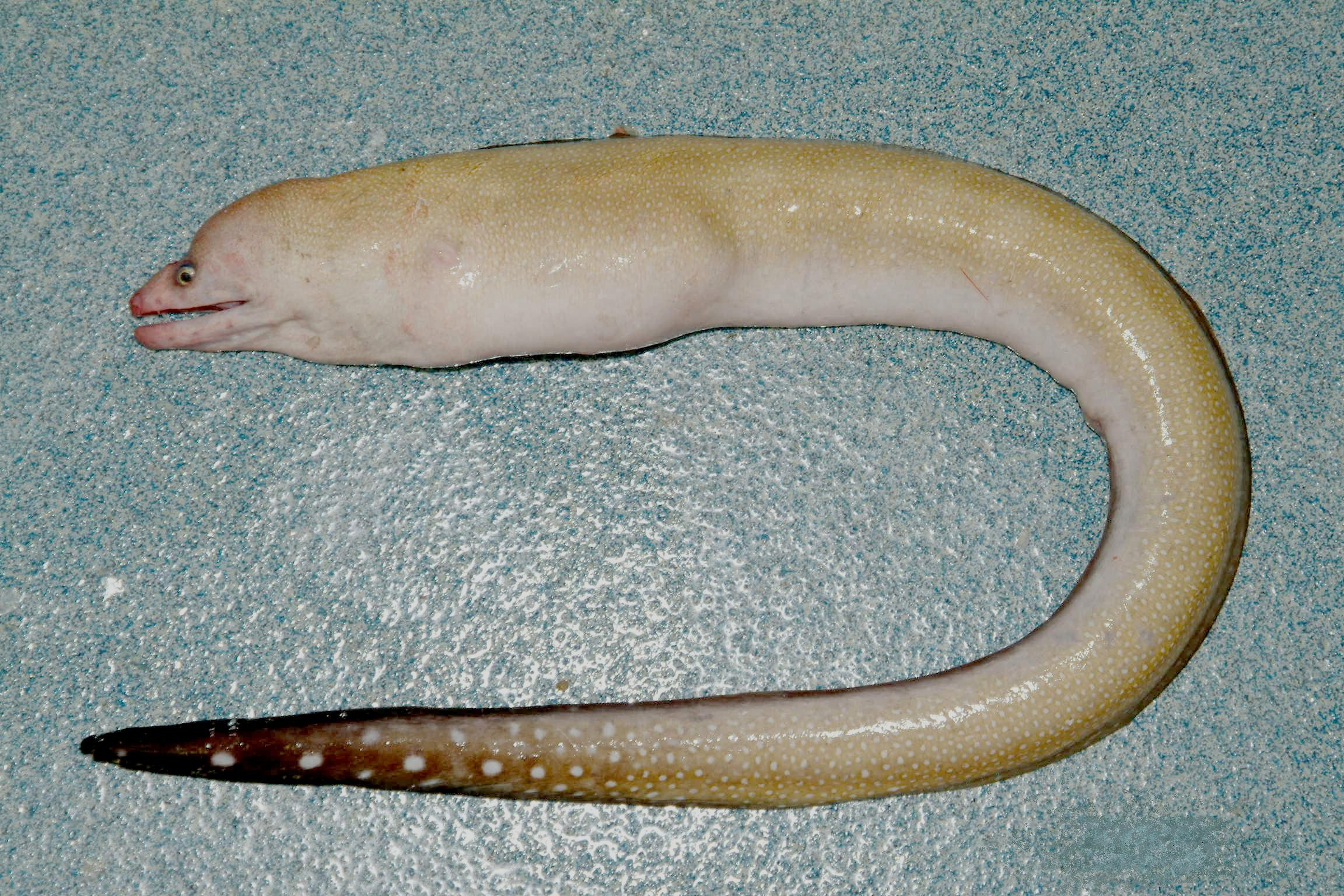
Gymnothorax kolpos
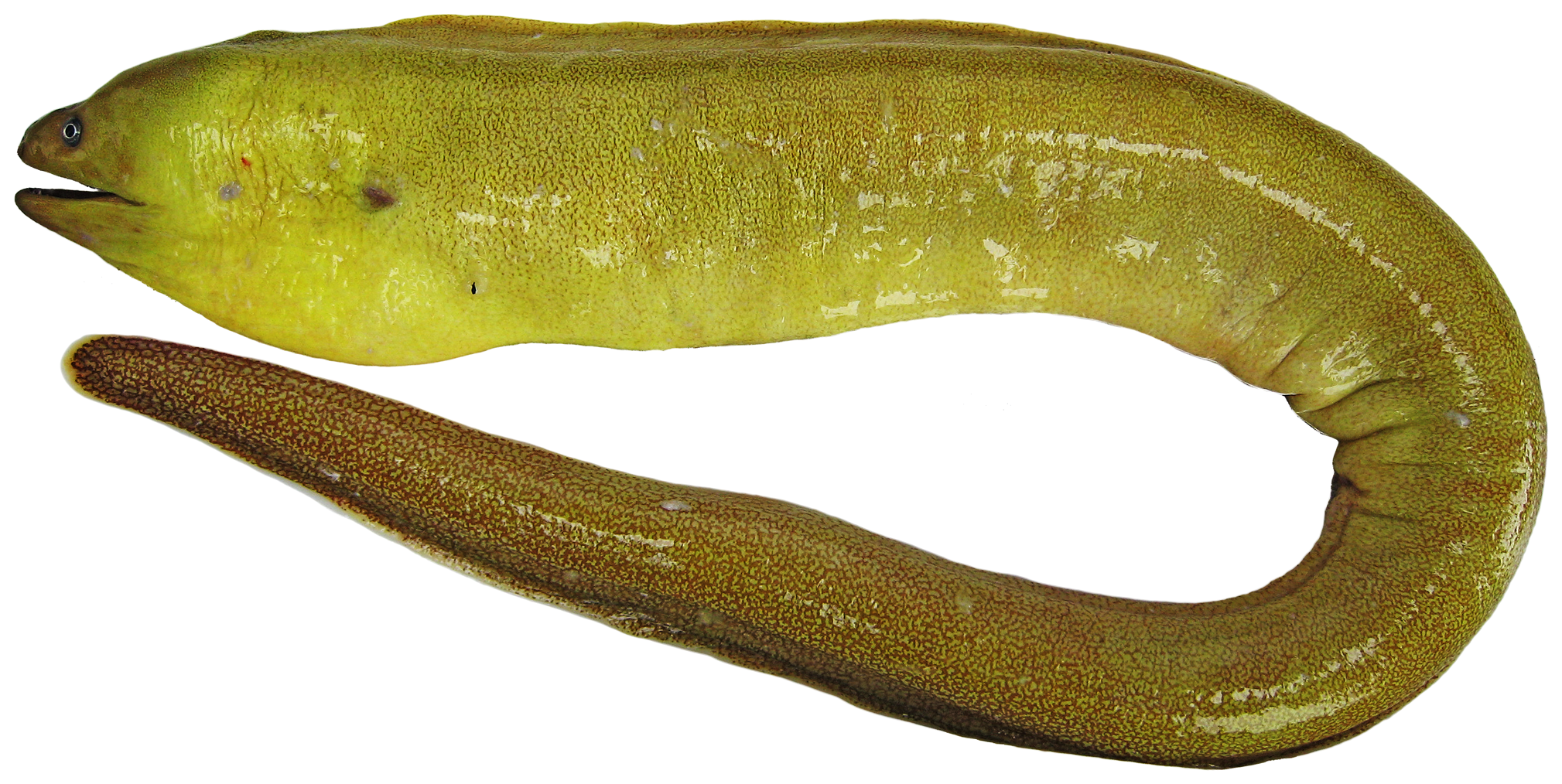
Gymnothorax maderensis
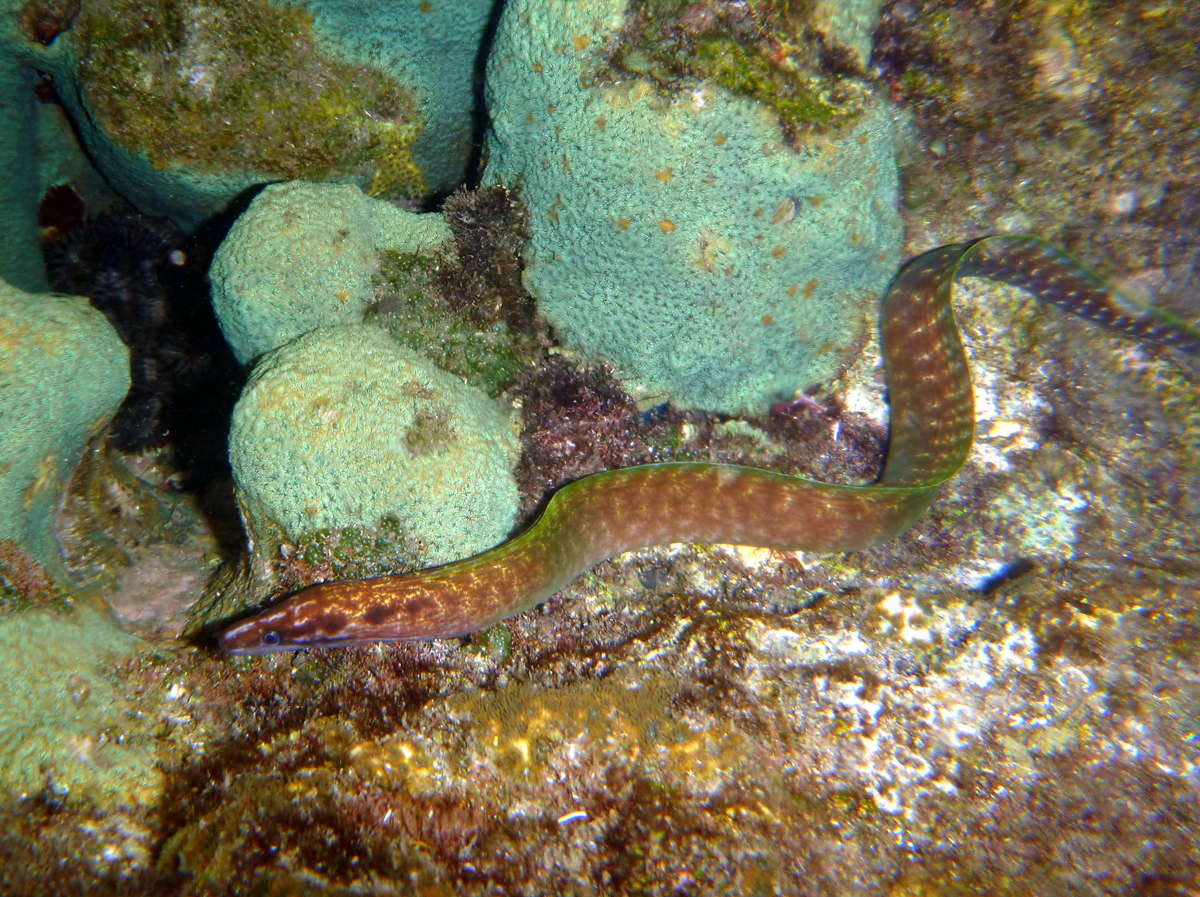
Gymnothorax margaritophorus
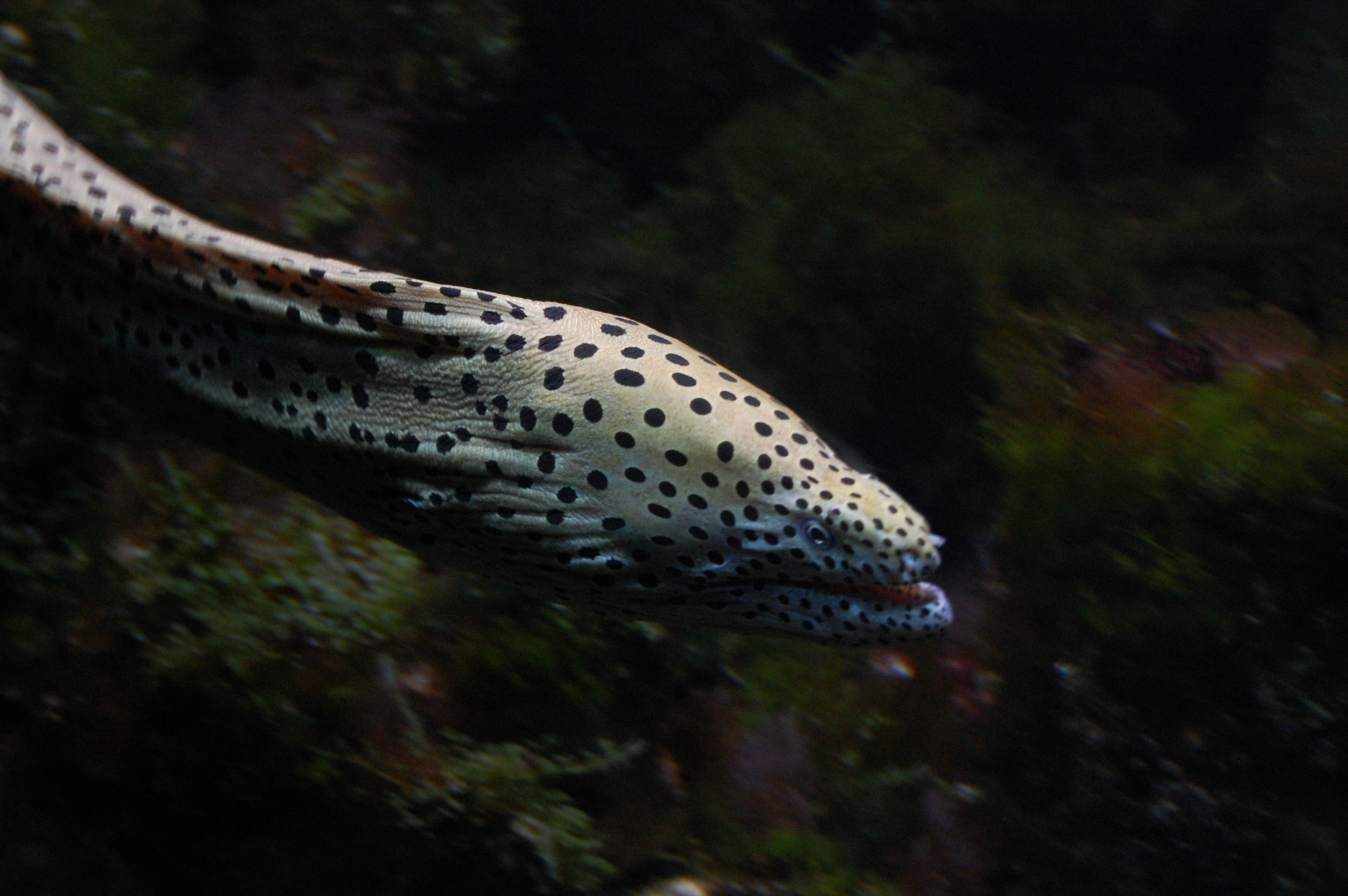
Gymnothorax melanospilos
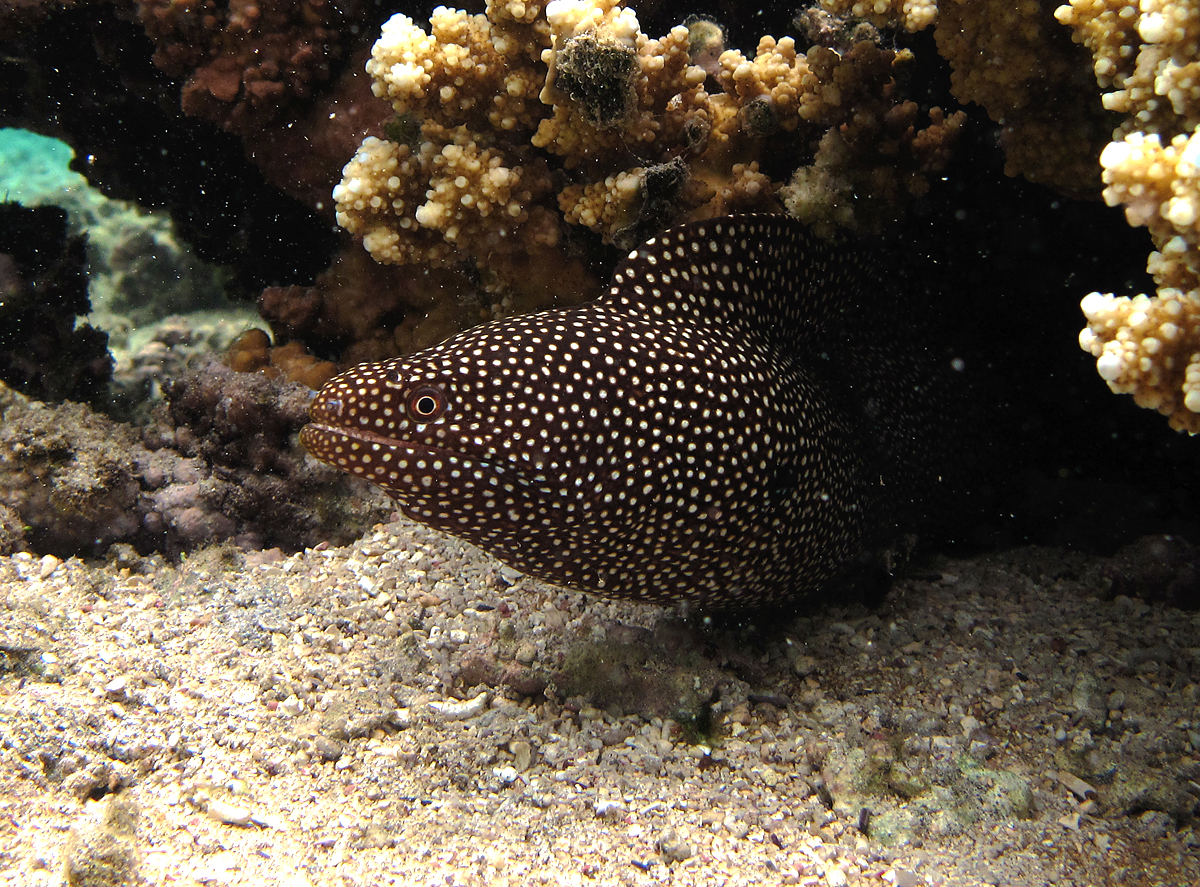
Gymnothorax meleagris
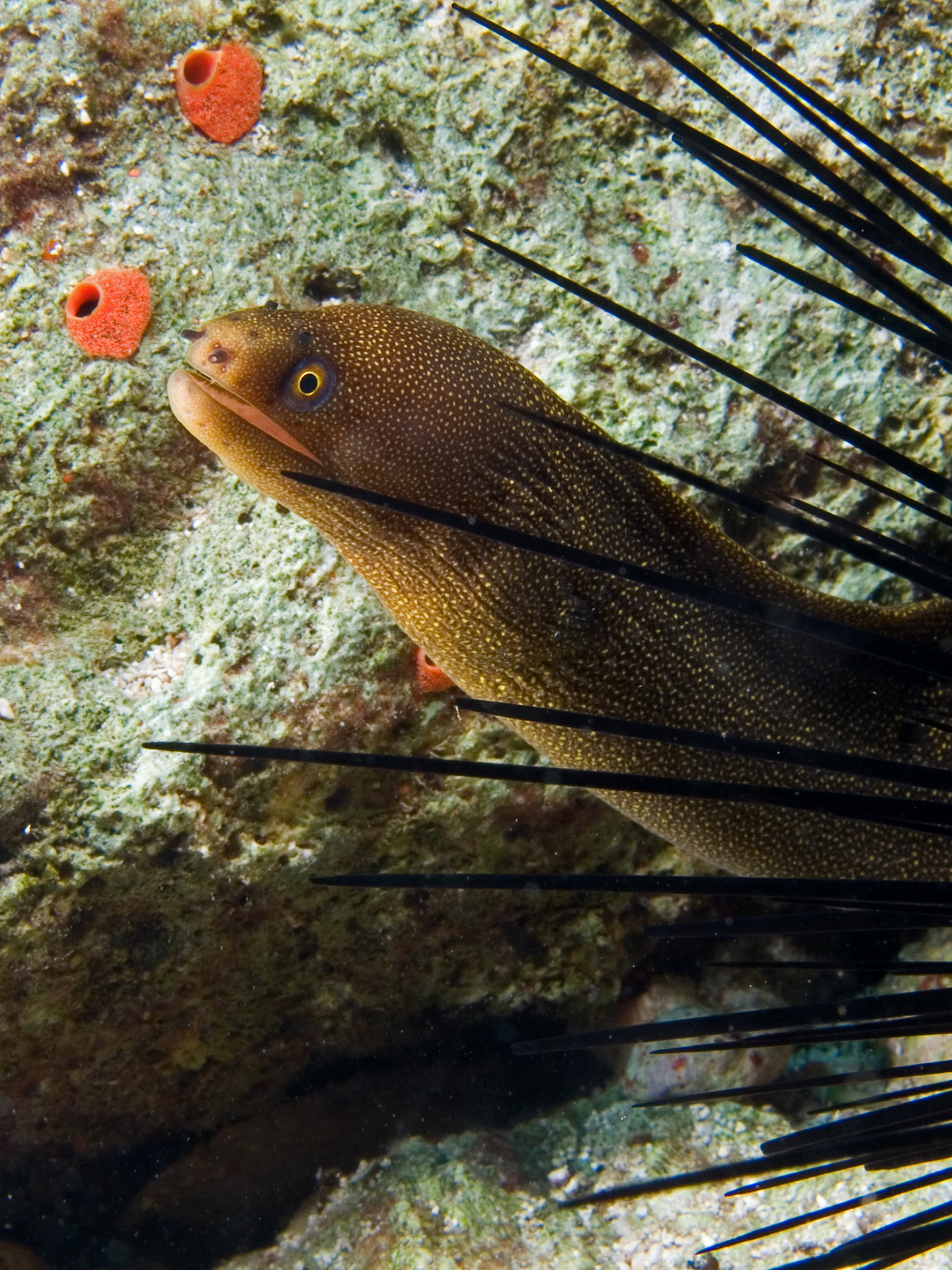
Gymnothorax miliaris
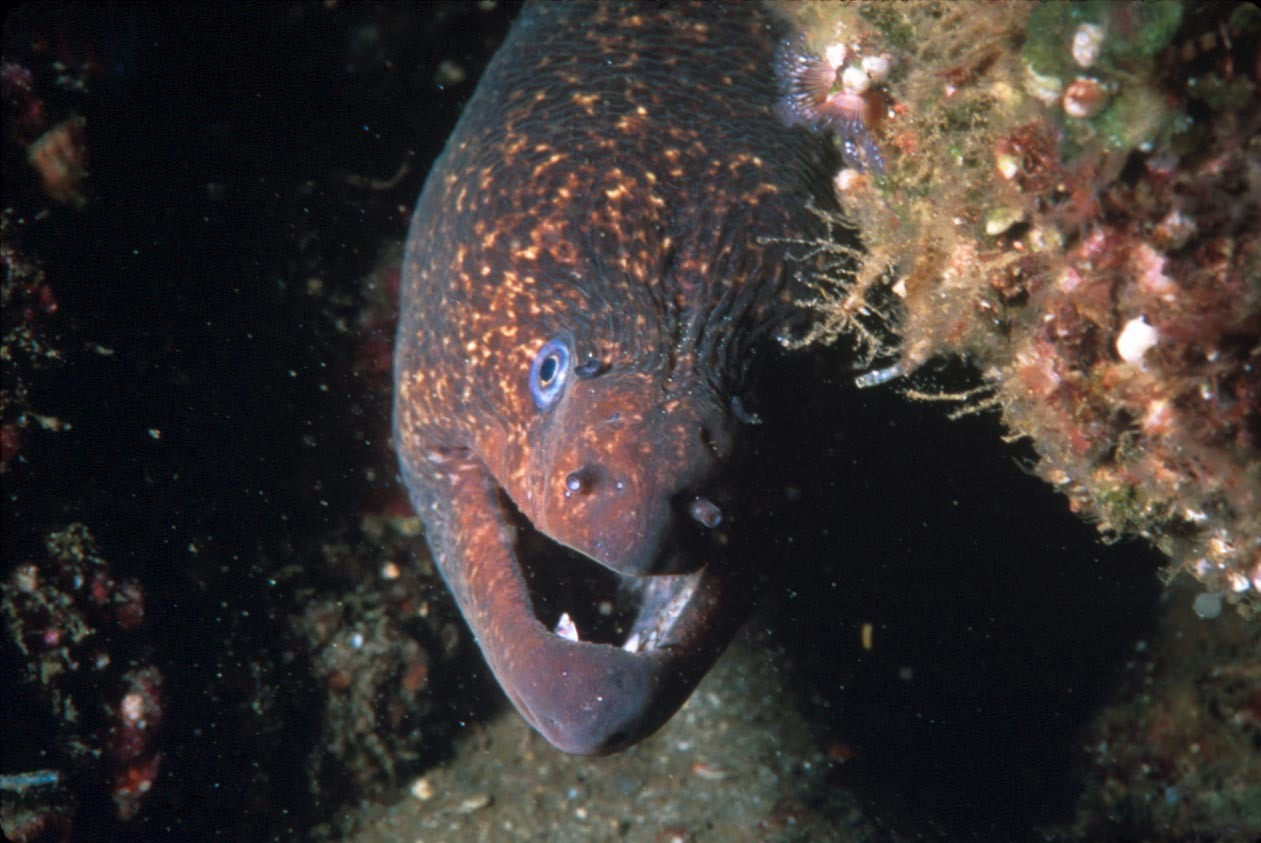
Murène de Californie (Gymnothorax mordax)
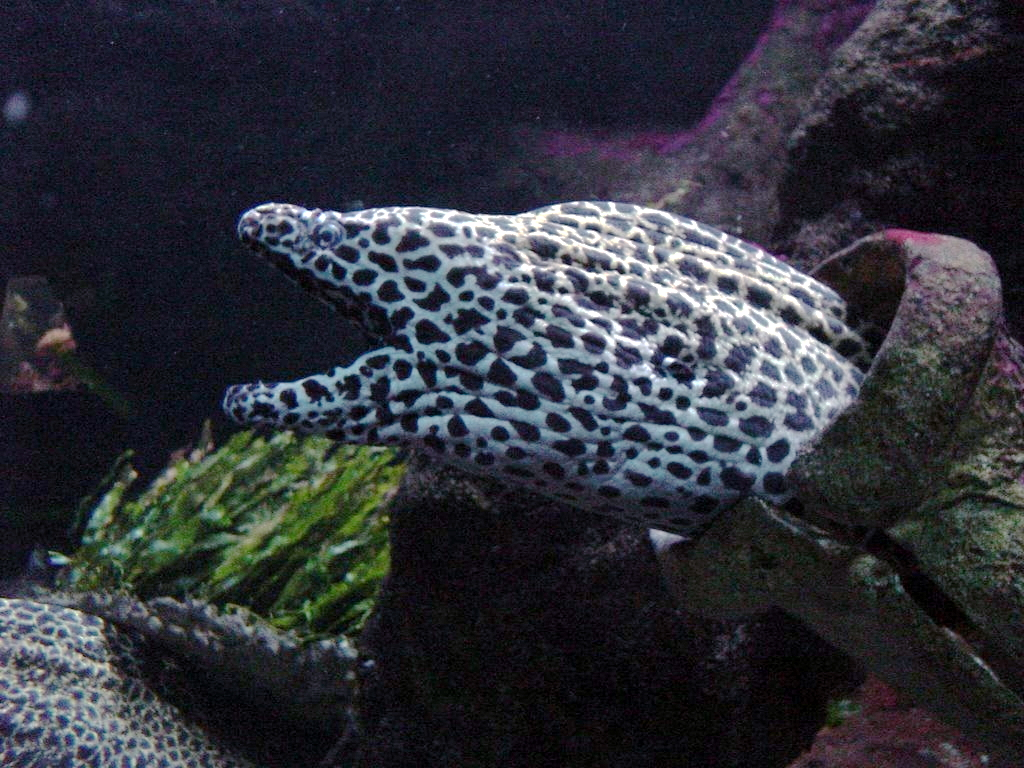
Gymnothorax moringa
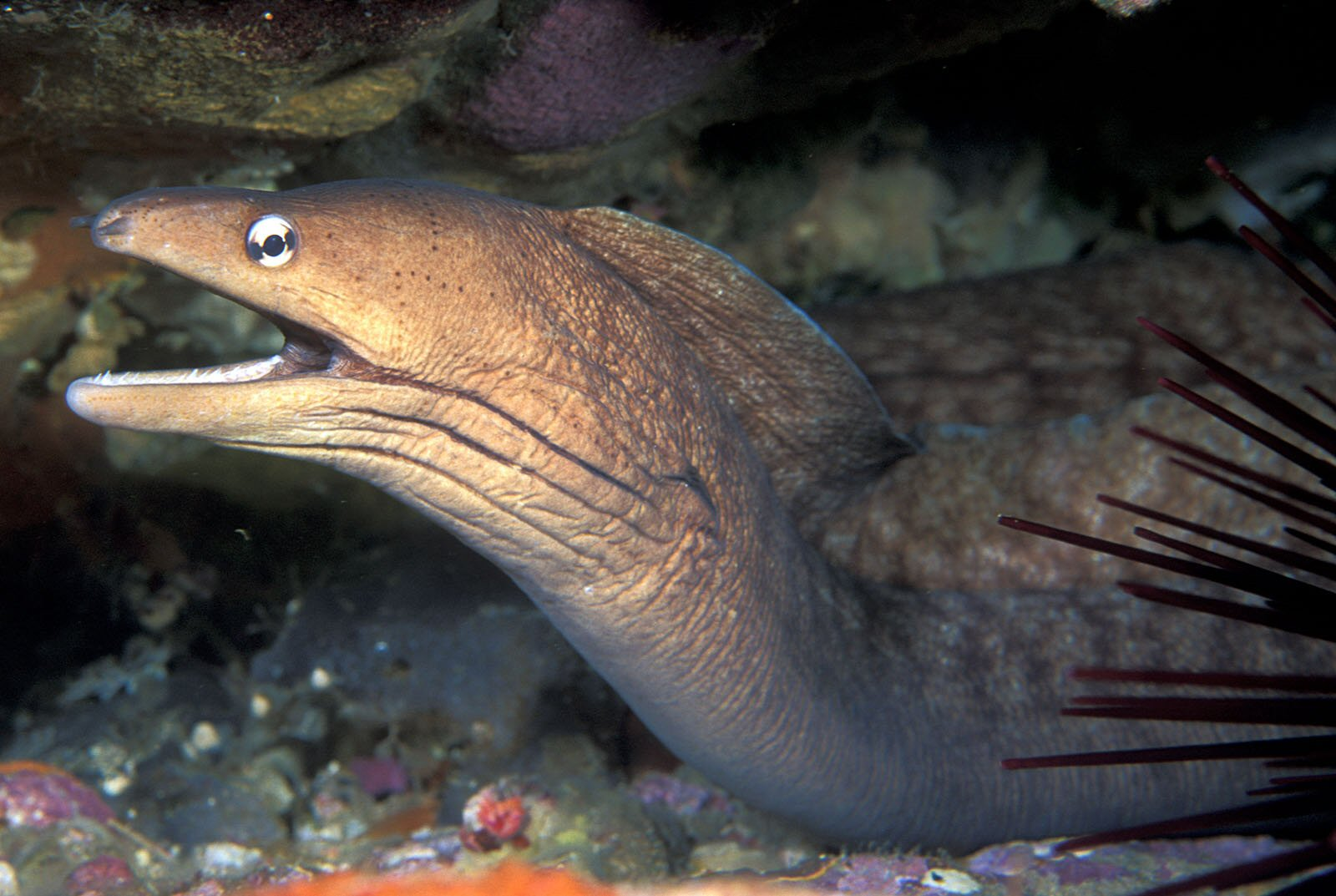
Gymnothorax nubilus
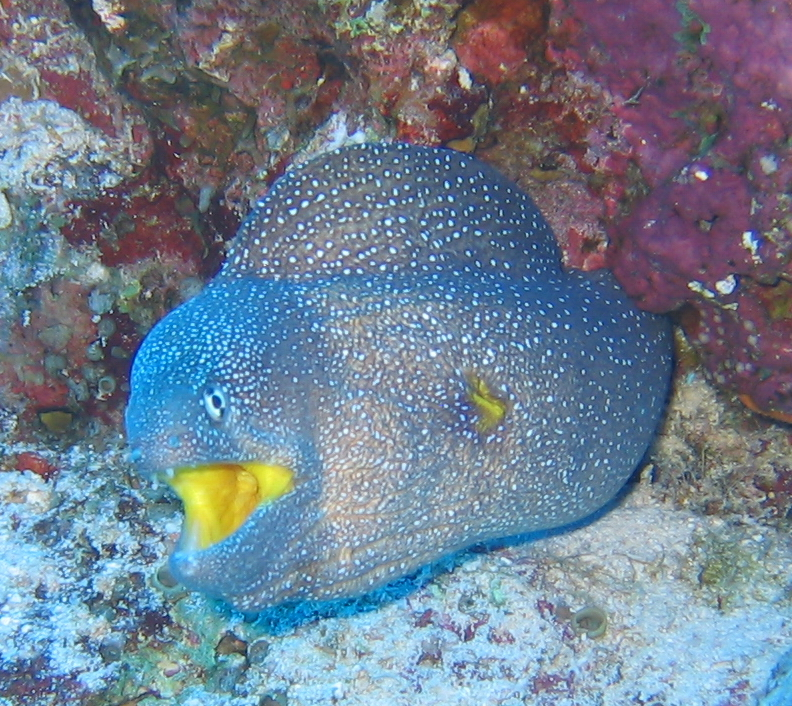
Murène à gueule jaune (Gymnothorax nudivomer)
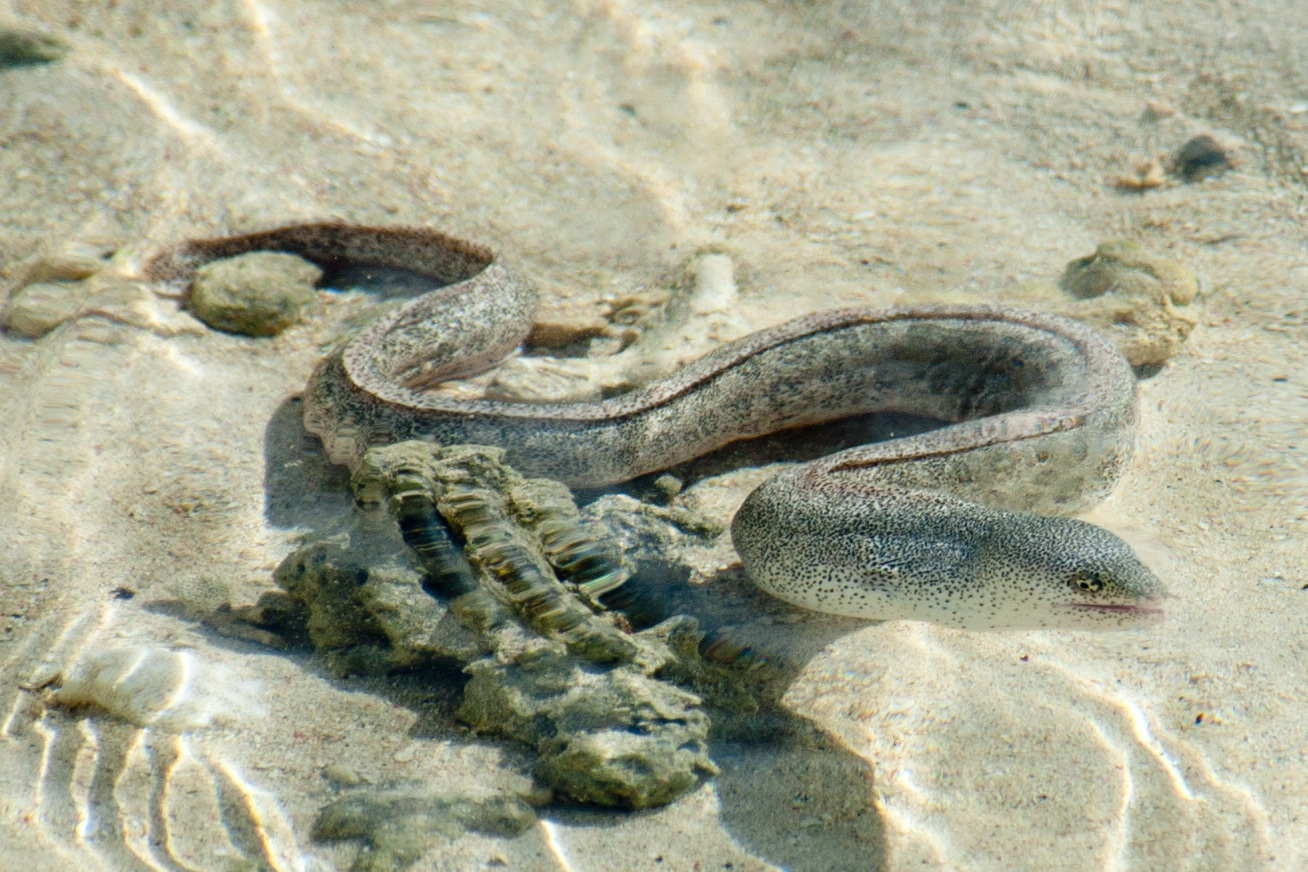
Gymnothorax pictus
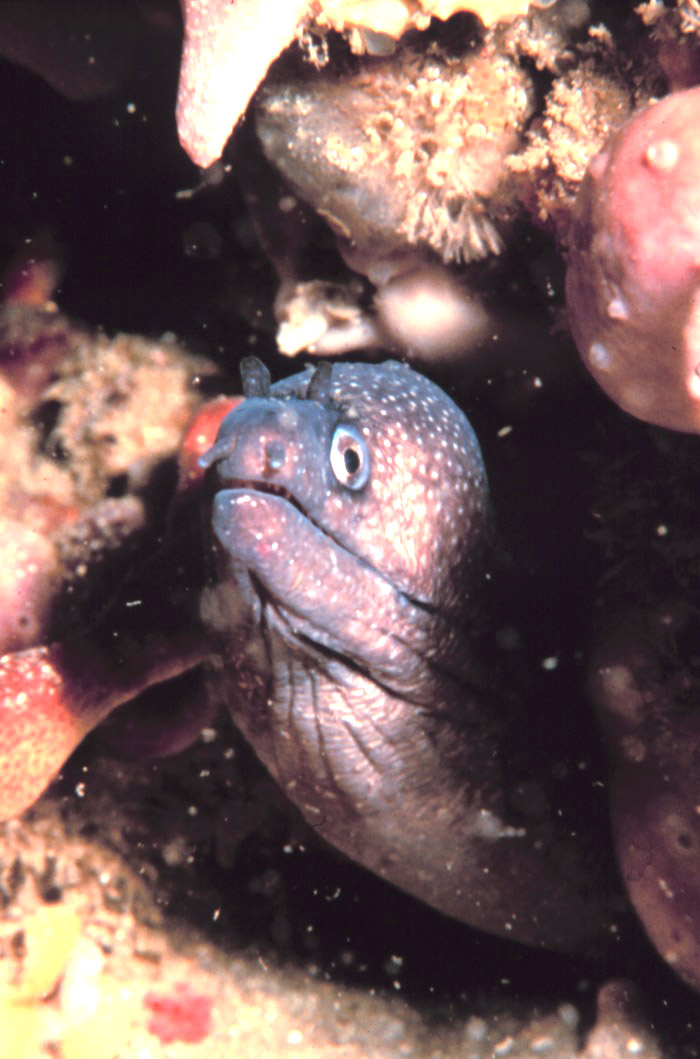
Gymnothorax polygonius
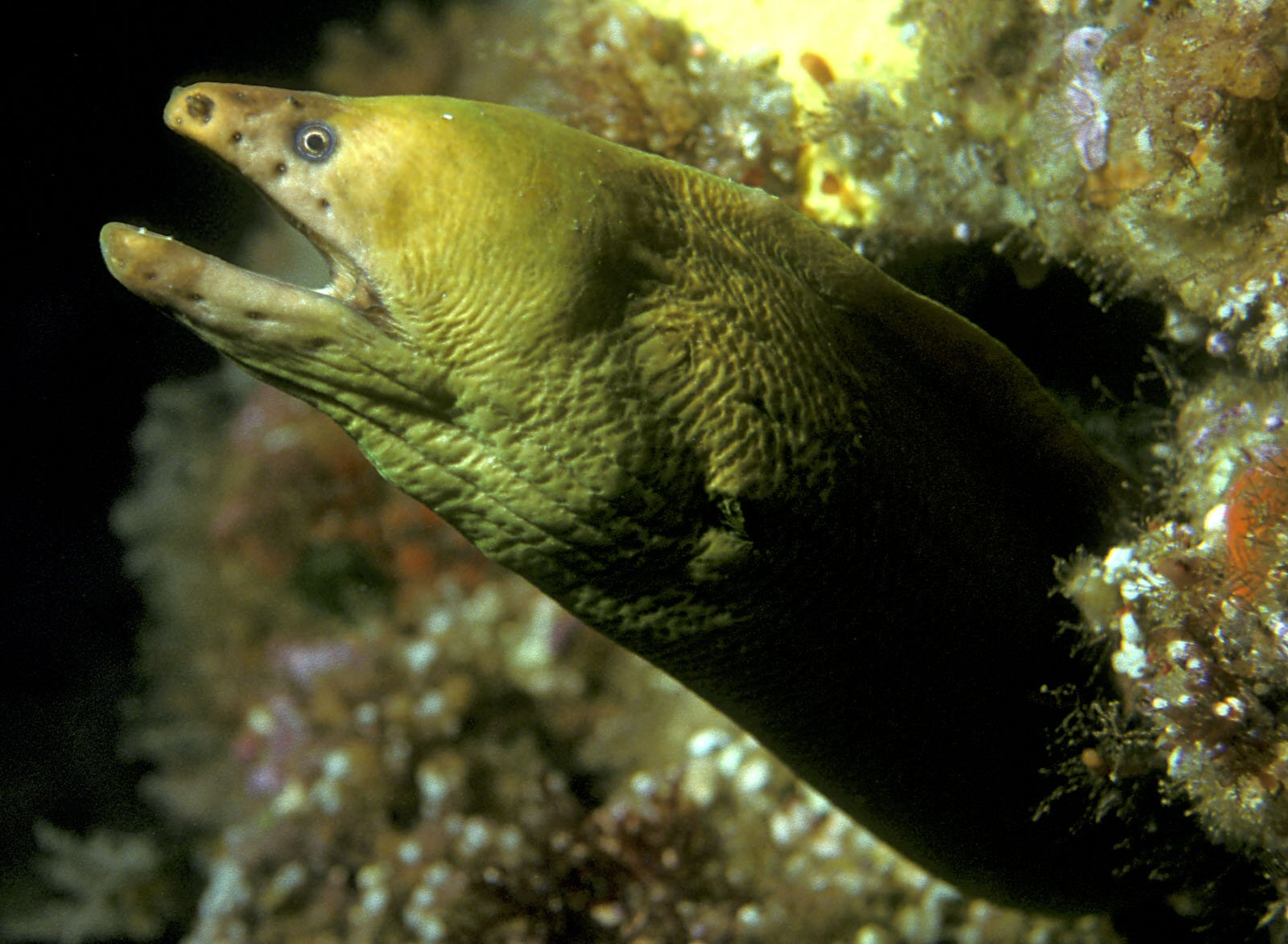
Gymnothorax prasinus
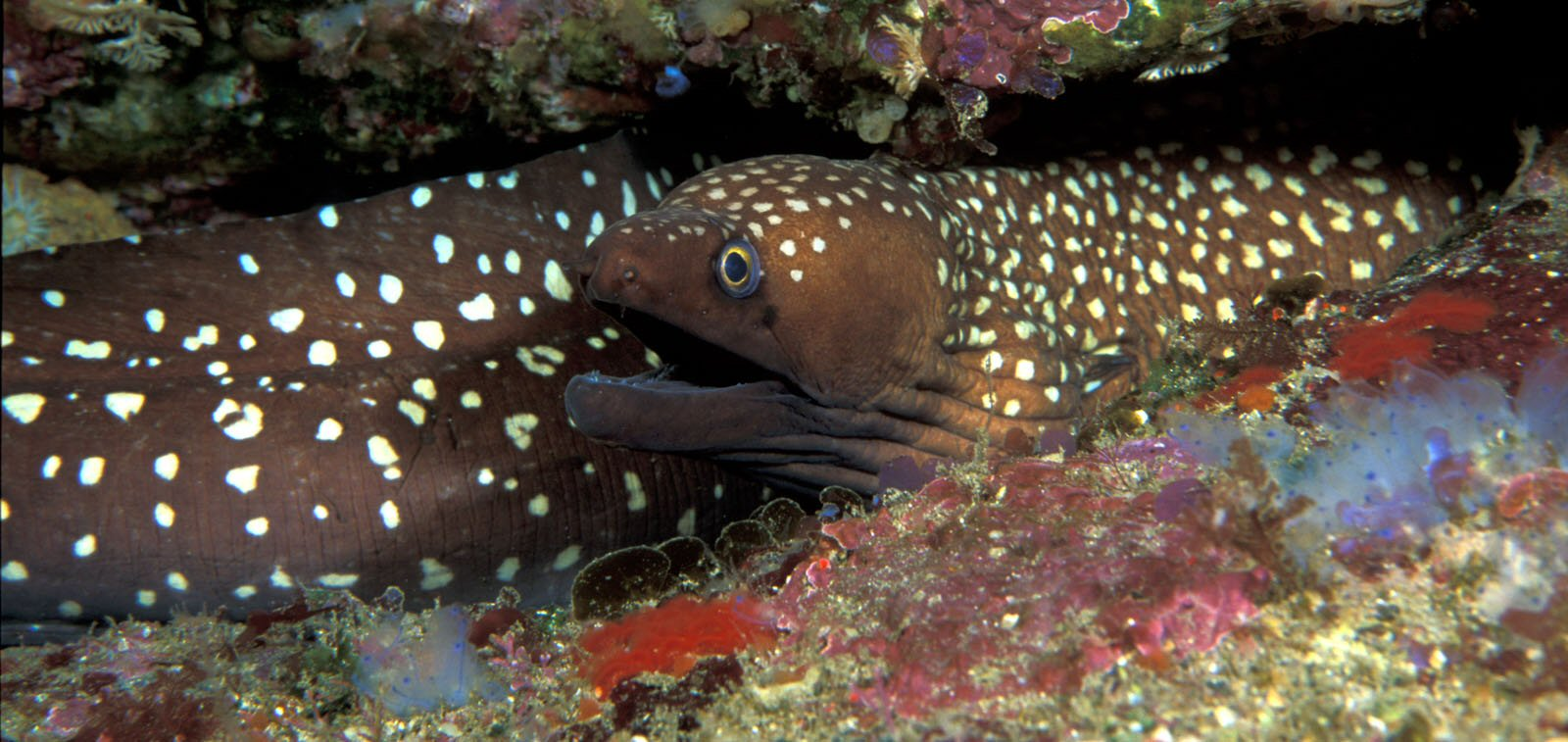
Gymnothorax prionodon
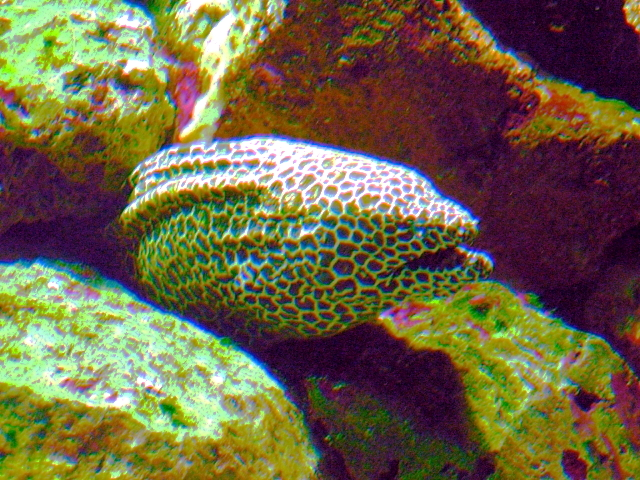
Gymnothorax reticularis
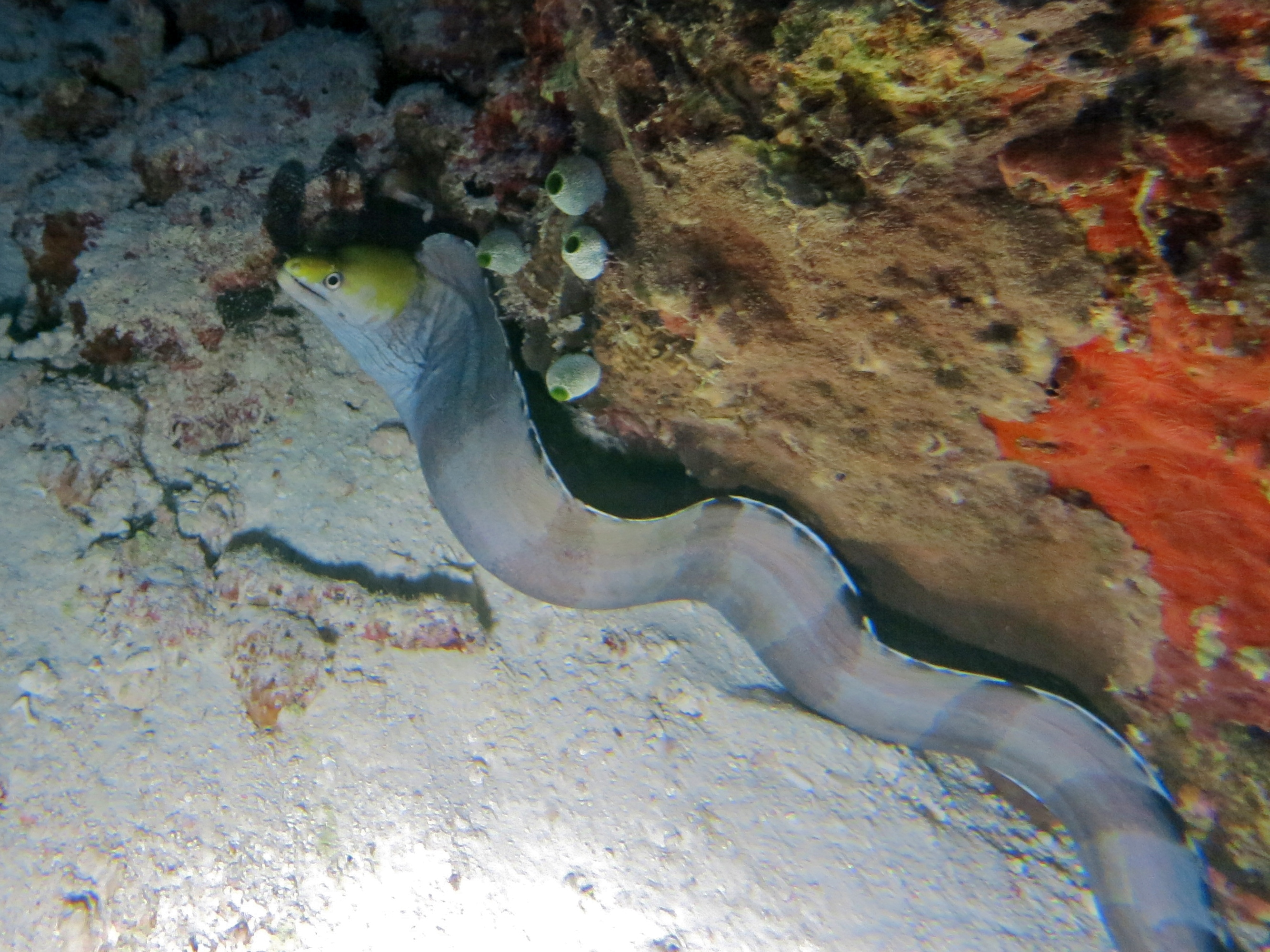
Gymnothorax rueppelliae
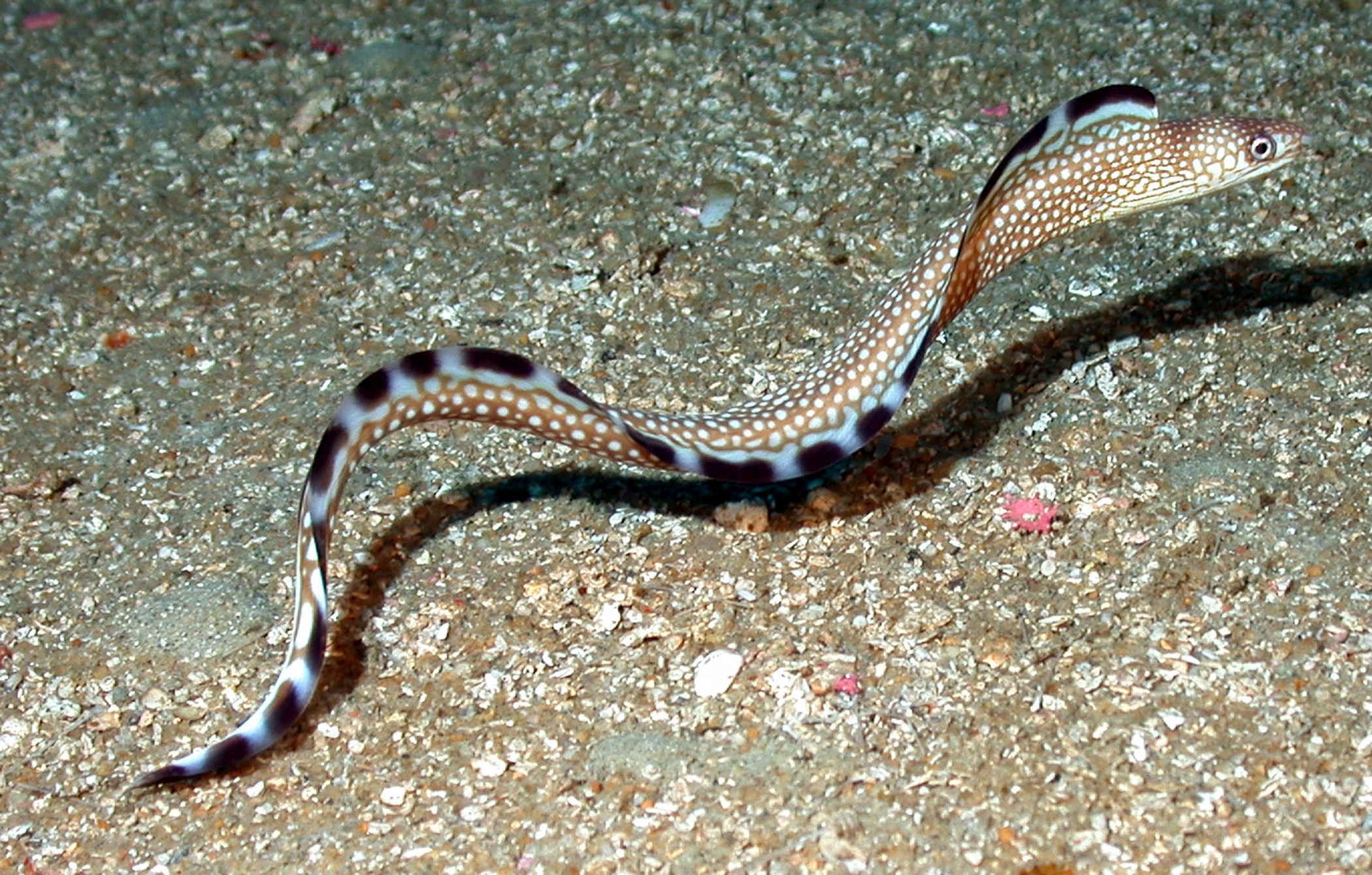
Gymnothorax saxicola
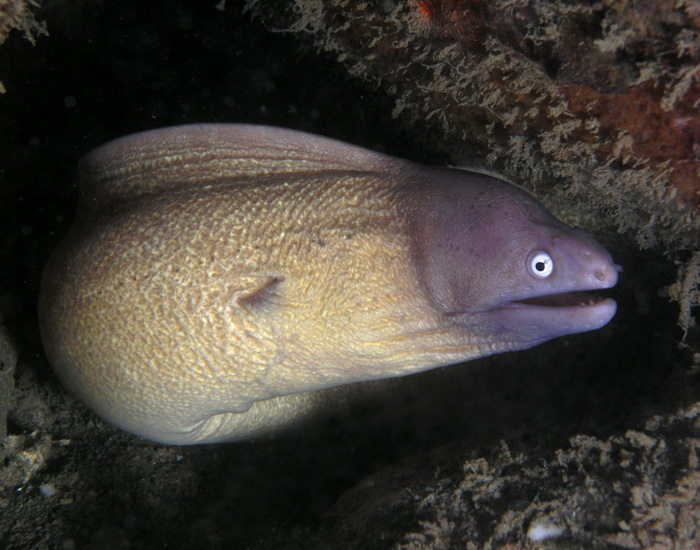
Gymnothorax thyrsoideus
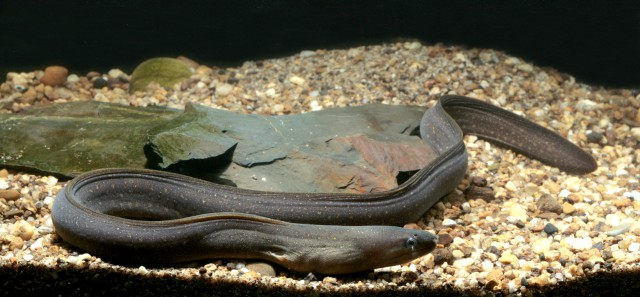
Gymnothorax tile
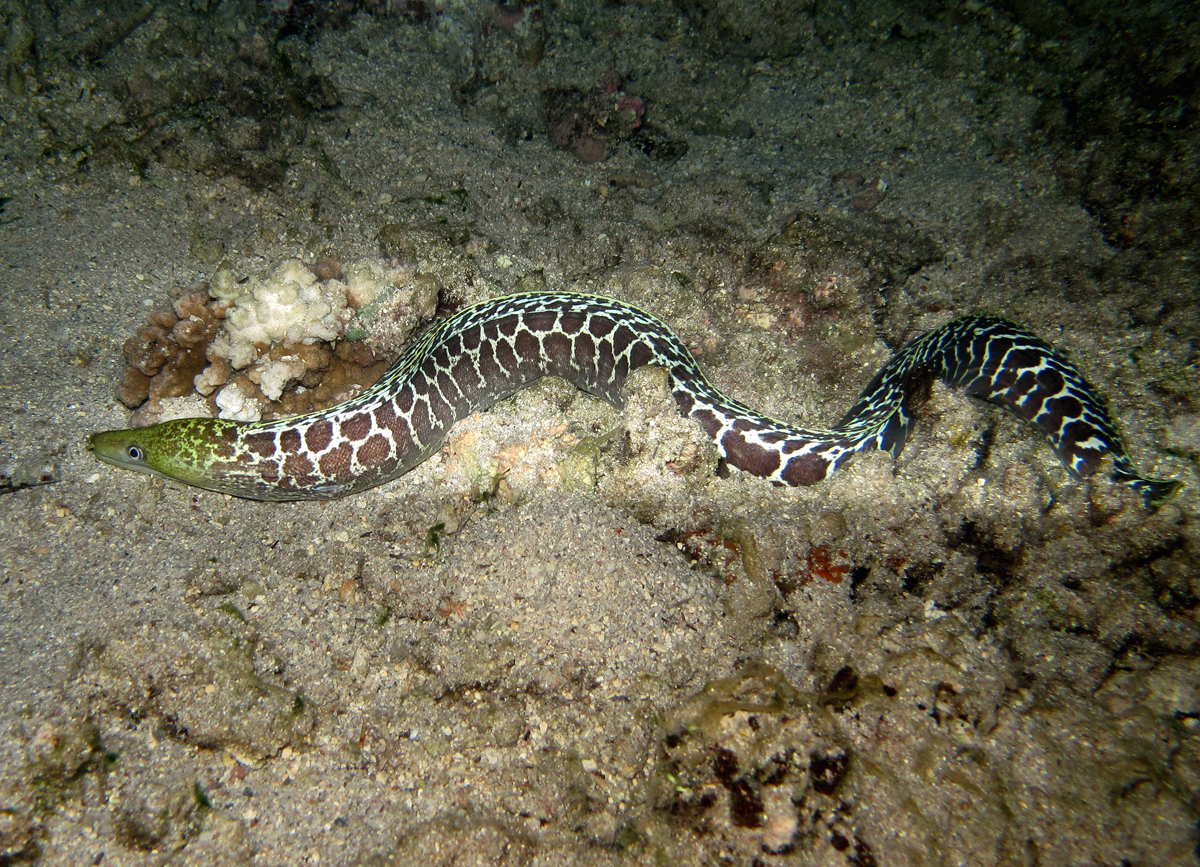
Gymnothorax undulatus
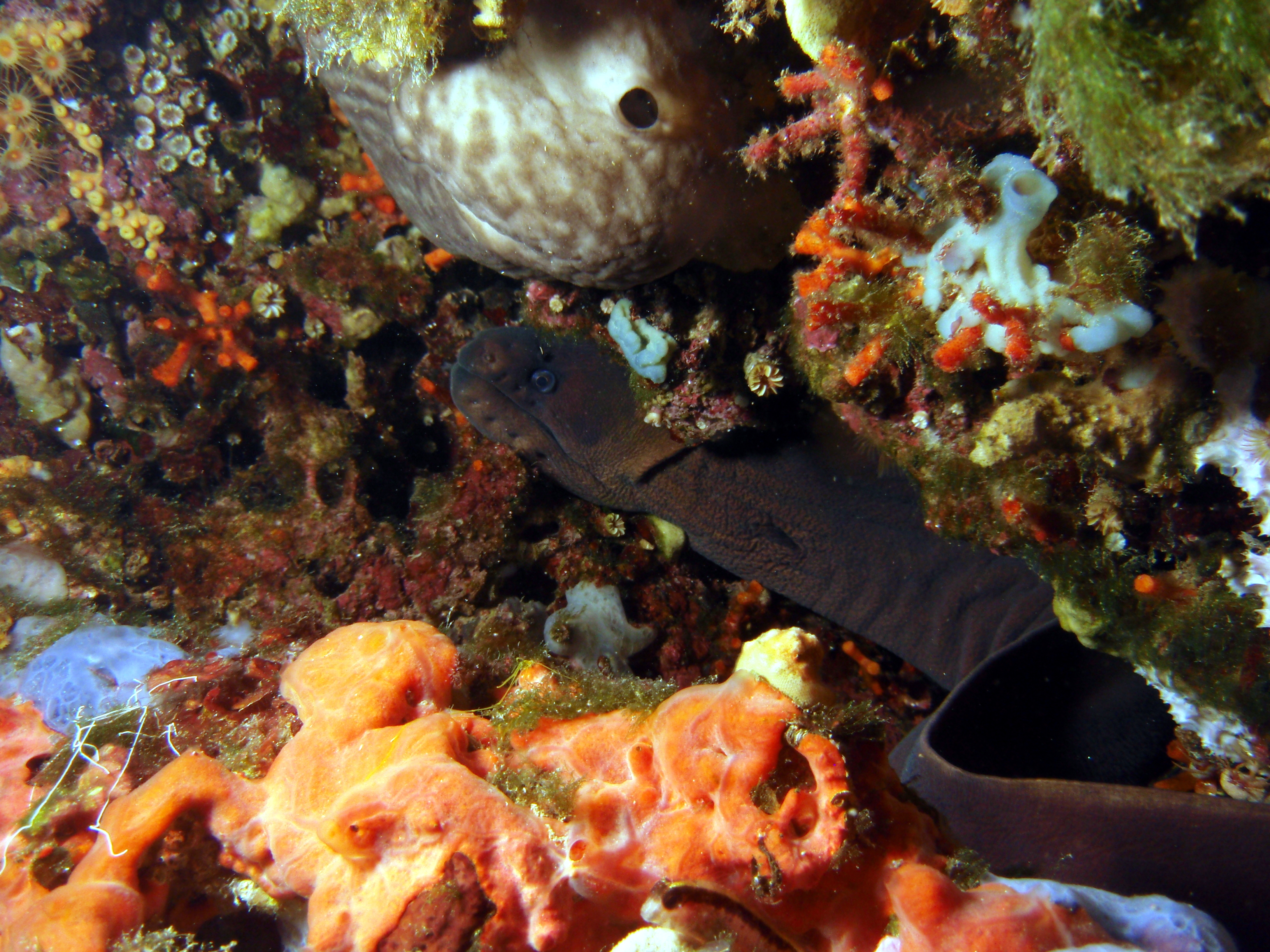
Gymnothorax unicolor
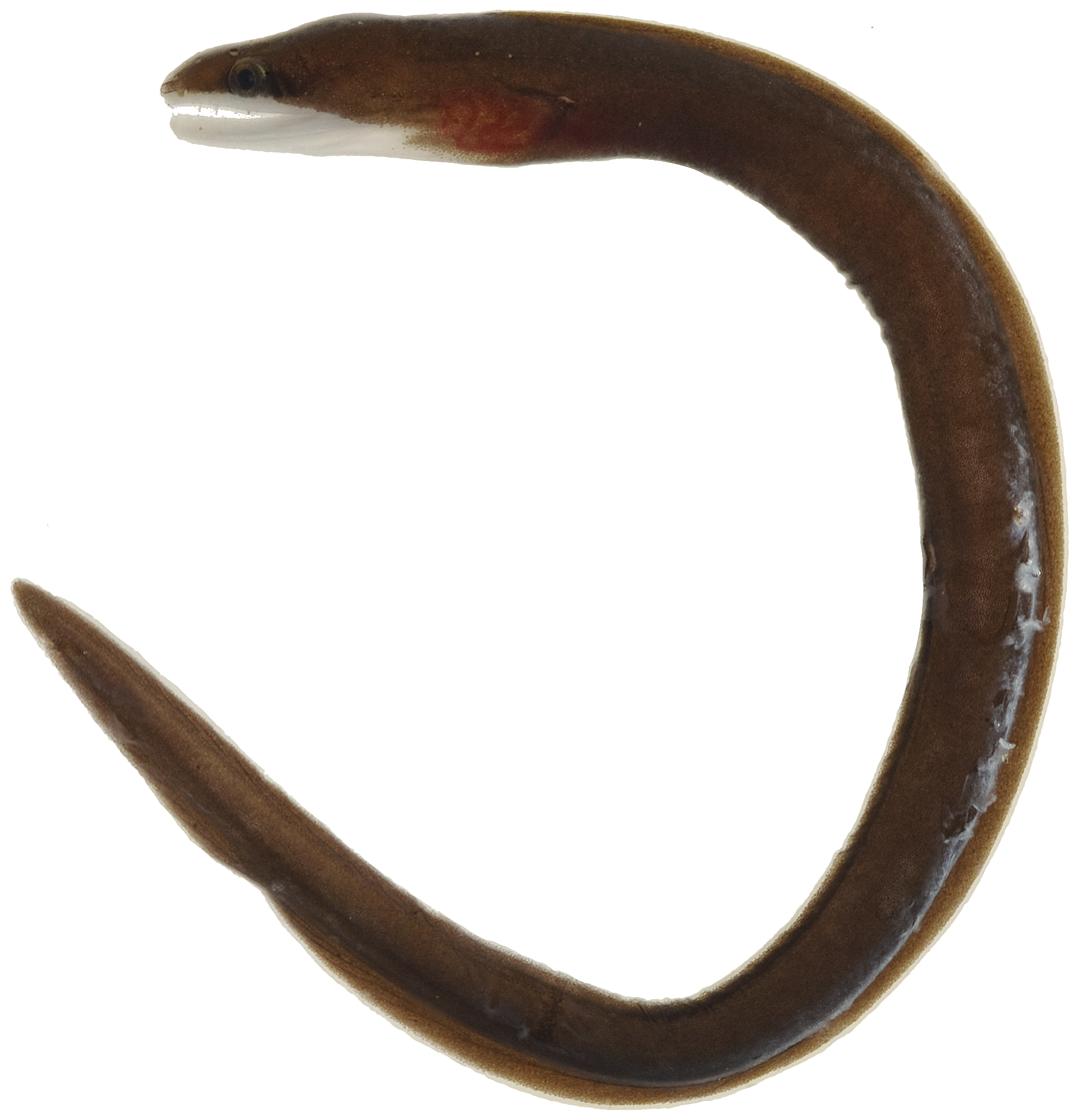
Gymnothorax vicinus
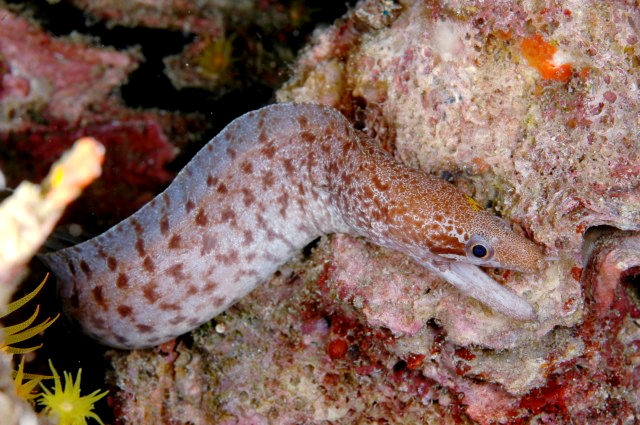
Gymnothorax zonipectis